# Список улиц Алма-Аты
В городе  Алматы за его стопятидесятилетнюю историю появилось много проспектов, площадей, набережных, улиц, переулков, проездов, шоссе. Это неполный список существовавших и существующих названий. Улицы впервые названы на генпланах 1858 года.  В 1879 году в городе Верном 43 улицам даны названия . Тотальное наименование было в 1957 г. при Адилове А. А. по поручению Беляева.
Также в истории города улицы неоднократно переименовывались, список переименований смотрите в публикации «Пешеходные прогулки по улицам Алматы».
| # А Б В Г Д Е Ё Ж З И К Л М Н О П Р С Т У Ф Х Ц Ч Ш Щ Э Ю Я |

## 0-9
- 1 мкр.
- 1-я линия, улица,  — Мирзояна улица, ныне Чокина
- 3-го Марта, улица, ныне — Тергеусизова улица
- 10 лет Независимости Казахстана, улица
- 10 лет Комсомолу Казахстана, улица, с 1996 г. — Молдагалиева улица
- 10 мкр.
- 10-я линия, с 1975 г. — Жандарбекова улица
- 10а мкр.
- 11 мкр.
- 11-я линия, ныне - Айманова улица
- 12 мкр.
- 12-я линия, улица, с 1958 г. — Умбетбаева улица
- 13-я линия, ныне - Гагарина улица
- 14-я линия, улица, с 1975 г. — Умурзакова улица
- 15-я линия,  Морис Торез, ныне Радостовца улица
- 16-я линия, улица, ныне — Катаева улица
- 17-я линия, ныне Розыбакиева улица
- 18-я линия, ныне Хусаинова улица
- 19 линия, ныне Тажибаевой улица
- 1-я Заславского, улица, (бывшая Магнитная улица)
- 2 мкр.
- 20 июня, улица (ШАНЫРАК-1)
- 20-я линия, улица
- 21-я линия, улица, с 1999 г. — Егизбаева улица
- 2177 в/ч, улица (ГОРОДОК)
- 22-я линия, улица
- 24 июня, улица
- 2-я Братская, улица
- 2-я Вишневского, улица
- 2-я Восточная улица, с 1963 г. — Егорова улица
- 2-я Гончарная, улица
- 2-я Заславского, улица
- 2-я Златоустовская, улица, с 1969 г. — Утеген Батыра улица
- 2-я Карьерная, улица
- 2-я Кисловодская, улица
- 2-я линия, улица, с 1966 г. — Исаева улица
- 2-я Многоводная, улица
- 2-я Огарёва, улица
- 2-я Остроумова, улица
- 2-я Петрова, улица
- 2-я Пчеловодная, улица
- 3 Марта, улица, (до 1962 г. — Подгорная улица)
- 3 мкр.
- 3-я линия, улица, с 1966 г. — Нурмакова улица
- 3-я Вишневского, улица
- 3-я Карьерная, улица
- 4 мкр.
- 4 -я линия, ныне — Айтиева улица
- 40 лет Победы, переулок (КАРАСУ)
- 4-я Карьерная, улица
- 4-я Кирпичнозаводская, улица, с 1997 г. — Каратаева улица
- 5 мкр.
- 5 -я линия, ныне - Ауэзова улица
- 5-я Кирпичнозаводская, улица
- 6 мкр.
- 6-я Кирпичнозаводская, улица
- 6-я линия, улица, с 2017 г. — Нурлы Жол, улица
- 6-я Центральная, улица,  — Шаймерденова улица
- 7 мкр.
- 7-я линия, ныне - Клочкова улица
- 7-я Кирпичнозаводская, улица
- 70 разъезд
- 8 Марта, улица (БОРАЛДАЙ)
- 8 мкр.
- 8-й Гвардейской дивизии, улица
- 8-я линия, улица
- 18-я линия, улица, с 1978 г. — Хусаинова улица
- 9 мкр.
- 9 Января, улица
- 9-я линия, ныне - Жарокова улица
- 9-я Кирпичнозаводская, улица (бывш. Пригородная), с 1981 г. — Тайманова улица

## А
- Абаканская улица
- Проспект Абая, (с 1920 г.до 1960 г. — Арычная улица)
- Абая улица (ГАГАРИНА), с 2018 г. — Ардакова улица
- Абая улица (ДОСТЫК, бывш. ДРУЖБА), с 2018 г. — Тауке улица
- Абая улица (ЕРМЕНСАЙ)
- Абая улица (КОК-КАЙНАР), ныне — Мамбетова ул.
- Абая улица (КОЯНКОЗ)
- Абая улица (ОТЕГЕН БАТЫРА, бывш. ЭНЕРГЕТИЧЕСКИЙ)
- Абая улица (РАХАТ), с 2017 г. — Арыстанбаба улица
- Абая улица (ЧЁРНЫЙ ИШАК/Альмерек), с 2018 г. — Бабатаева улица
- Абая улица (ЫНТЫМАК)
- Абая улица (КРАСНЫЙ ВОСТОК), с 2017 г. — Байсултанова улица
- Абая улица (КАРГАЛИНКА) ныне Ахметова улица с 2017 г.
- Абая улица (КАРГАЛЫ) ныне Редько улица с 2017 г.
- Абая улица (КАЙРАТ) ныне Канагат улица с 2018 г.
- Абдирашулы улица с 2003 г.(АК БУЛАК)
- Абдирова улица с 1956 г.
- Абдрашулы, ул. (АКБУЛАК)
- Абдужопарова, ул; с 2005 г.(ДУМАН 1)
- Абдуллиных Р. и М., (быв. ул. Емелева, ул.) с 1998 г.Алма-Атинская ул.
- Абилова, ул .с 2008 г.(КАЛКАМАН 2)
- Абирова, ул. с 2003 г.(ТАУ ГУЛЬ 3)
- Абишева, ул. с 2008 г.
- Абхазская, ул.с 1955 г.(бывш. Брюсова ул.)
- Абылай хана, пр. (быв. Коммунистический, пр.) проспект Сталина, Вокзальная, Старокладбищенская.
- Аблайханова, ул. (ЧЁРНЫЙ ИШАК/ Альмерек) ныне Монкеева ул. с 2018 г.
- Абул Хаира, ул.
- Авангардная, ул. с 2000 г.ныне Казыбаева ул.
- Авербаха, ул. с 1956 г.
- Авиатор (ДАЧИ)
- Авиационная, ул.(бывш. Осавиахим ул.)
- Авроры, ул.ныне Сокпакбаева ул. с 1997 г.
- Авроры (ДАЧИ)
- Авцинао, ул.(МАМЫР)
- Агайынды Кожыковтар (ОЖЕТ)
- Адилова, ул. с 2003 г. (быв. 1-я линия, Таугуль-3)
- АДК мкр.
- Адыгейская, ул.с 1957 г.
- Азат, ул. (ТРУДОВИК)
- Азербаева, ул. (быв. 60 лет СССР, ул.)
- Азербаева, ул. (ГОРНЫЙ ГИГАНТ)с 1981 г.(бывш. Ленина ул.) ныне Бигелдинова, с 2017 г.
- Азербаева, ул. (КАРГАЛИНКА) ныне Жумбақтасова ул.с 2017 г.
- Азербайджанская, ул. (АЛЬМЕРЕК, бывш. ГАГАРИНО)
- Азизбекова, ул.с 1961 г.
- Азовская, ул. с 1955 г.
- АЗТМ,ул. (АК БУЛАК) ныне ул. Хан Шатыра с 2017 г.
- Айбасова, ул. (быв. Липецкая, ул.)с 1999 г
- Айбергенова, ул.с 2008 г. (КАЛКАМАН)
- Айвазовского, ул. с 1956 г.
- Айвазовского, ул. (ДОСТЫК, бывш. ДРУЖБА) ныне Акжунис ул.с 2018 г.
- Айгерим, мкр. (бвш. Киров), ныне 4-й Градокомплекс.
- Айманова, ул. с 1972 г.(бывш.11-я линия)
- Айманова (КРАСНЫЙ ВОСТОК) ныне Серкебаева ул. с 2017 г.
- Айманова, ул. (КУРАМЫС) ныне Аққу ул. с 2017 г.
- Айманова, ул. (КАЙРАТ) ныне Аркарова ул. с 2018 г.
- Аймауытова, ул. (быв. Локомотивная, ул.)
- Айнабулак-1, мкр. (бывш. Дарья)
- Айнабулак-2, мкр.
- Айнабулак-3, мкр.
- Айнабулак-4, мкр.(бывш. Комсомольское озеро)
- Айнабулакская, ул. (ЗАРЯ ВОСТОКА)
- Айнабулакская ул.(КРАСНЫЙ ВОСТОК) ныне Нарынская ул.с 2017 г.
- Айриха, ул. (быв. Малая Саина, ул.)
- Айтбаева, ул. с 2008 г. (КАЛКАМАН 2)
- Айтей батыра, ул. (КАЛКАМАН-2)
- Айтеке би, ул. (быв. Октябрьская, ул.)
- Айтеке би, ул. (РАХАТ) ныне Кекдала ул. с 2017 г.
- Айтеке Би, ул. (КАМЕНКА) ныне Коркем ул. с 2017 г.
- Айтеке Би, ул. (ЧЁРНЫЙ ИШАК/Альмерек) ныне Ныгметова ул. с 2018 г.
- Айтеке Би, ул. (КАЙРАТ) ныне Торгынова ул. с 2018 г.
- Айтиева, ул.с 1975 г.(бывш.4-я линия)
- Айтыкова, ул. с 1957 г.
- Айша-Биби, ул. (быв. Казахского Комсомола, ул.)с 1998 г.
- Айша-Биби, ул. (КАРГАЛИНКА) ныне Енлик-Кебек ул.с 2017 г.
- Академ городок, ул.
- Академическая, ул. (ИЯФ)
- Акан Серы, ул. (быв. Ленинской смены, ул.)(ПРИВОКЗАЛЬНЫЙ)
- Акатаева, ул.с 2005 г. (АЙГЕРИМ) быв. 5-я линия.
- АК Бастау ул .(КРАСНЫЙ ВОСТОК) ныне Аягозовская ул.с 2017 г.
- Акбулак, мкр. (быв. п. Акбулак)
- Акбулакская, ул.с 1985 г.бывш. Чуйская ул.
- Ак Булак ул.(КРАСНЫЙ ВОСТОК), ныне Қасыма Төлебекова ул. с 2017 г.
- Ак Дала ул. (КРАСНЫЙ ВОСТОК) ныне Гулбаршынова ул.с 2017 г.
- Акжайык, ул. с 2001 г.быв .5-я линия.(БЕК БОЛАТ)
- Ак Жазык ул. (КРАСНЫЙ ВОСТОК) ныне Гаухар улица, с 2017 г.
- Акжол, ул. (ШАНЫРАК-1)
- Ак Кайнар ул. (КРАСНЫЙ ВОСТОК) ныне Курткаева ул.с 2017 г.
- Ак Киык ул.(КРАСНЫЙ ВОСТОК) ныне Буркиттиева ул. с 2017 г.
- АК Каин, ул.
- Акмечеть, ул.(ДУМАН 1)с2001 г.
- Акмолинская, ул.с 1957 г.
- Акпаева, ул. (быв. Железноводская, ул.) 1997 г.
- Аксай-1, мкр. (быв. Новозападный мкр.)
- Аксай-1а, мкр.
- Аксай-2, мкр.
- Аксай-3, мкр.
- Аксай-3а, мкр.
- Аксай-3б, мкр.
- Аксай-4, мкр.
- Аксай-5, мкр.
- Аксайская, ул.с 1961 г.ныне Ахундова ул.
- Аксайская, ул. (АЙГЕРИМ-1) ныне Онгарсыновой ул. с 2018
- Аксайская, ул.(КРАСНЫЙ ВОСТОК) ныне Талшынова ул. с 2017 г.
- Аксайская, ул. (ТАСТЫ БУЛАК) ныне Тау Тағанская ул. с 2017 г.
- Аксакова, ул.
- Аксуйская, ул. (КРАСНЫЙ ВОСТОК) ныне Алтынадамова ул.с 2017 г.
- Ак Суат, ул (ШАНЫРАК 1) с 2006 г.
- Ак Сунтар, ул. (ЦЫГАНСКИЙ ПОС.) (быв. Садовая ул.) с 2008 г.
- Актамберды, ул.(КАЛКАМАН 2) с 2008 г.
- Актасты, ул. с 2008 г.
- Ак Терек, ул. (КРАСНЫЙ ВОСТОК) ныне Алтыбақанская ул. с 2017 г.
- Актогай, ул с 2006 г.
- Актюбинская, ул. с 1956 г.
- Актюбинский, пер.
- Актюбинск мкр. с 2018 г.
- Актюбинск мкр. ныне (АЛТЫН) с 2018 г.
- Акынов, ул.(МУРАВЬЁВКА) перевод Акындар, ул
- Алакольская, ул.с 2005 г. быв. 6 -ая линия.(ДУМАН)
- Алатавская, ул.ныне Куратова, быв. Сибирская ул.
- Алатау, ул. (ДУМАН)
- Алатау мкр. (МУЗ АРТ) с 2018 г.
- Алатау мкр. ныне (БАЙ ТАК) с 2018 г.
- Алатауская, ул.(ДУМАН 1) с 2001 г. или (КАЛКАМАН 2)
- Алатауская, ул. (КУРАМЫС) ныне Балбырауынова ул. с 2017 г.
- Алгабасская, ул. (быв. Правды, ул.)с 1986 г.
- Алгабас −1 мкр. (НУРКЕНТ) с 2018 г.
- Алгабас −2 мкр. (БОТАГОЗ) с 2018 г.
- Алгабас −3 мкр. (АКМАРЖАН) с 2018 г.
- Алгабас −4 мкр. (ГАЖАИП) с 2018 г.
- Алгабас −5 мкр. (ДАРАБОЗ) с 2018 г.
- Алгабас −6 мкр. (ЗЕРДЕЛ) с 2018 г.
- Алданская, ул.
- Алдар Косе, ул. (быв. Зенкова, улица.мкрн Горный Гигант)
- Александрова, ул.c 1974 Жангельдина ул. быв. Школьная.
- Алексеева, ул.с 1958 г.(бывш 2-я Уйгурская)
- Алибекулы.ул.
- Алимжанова, ул. (быв. Юных Коммунаров, ул.)
- Алимкулова, ул. с 2003 г.(АКБУЛАК)
- Али Улы, ул. с 2008 г.(КАЛКАМАН 2)
- АЛМА (ДАЧИ)
- Алма-Атинская, ул.
- Алма Арасан, ул.
- Алма-Арасан мкр. ныне (АРХАТ) с 2018 г.
- Алмагуль, мкр.
- Алмалинская, ул.(КАМЕНСКОЕ ПЛАТО)с 1986 г.
- Алмалы, ул. (ДАЧИ)
- Алмалы, ул. (БОГА НАШИЛ)
- Алмалы, ул.(КРАСНЫЙ ВОСТОК) ныне Жауқазынская ул.с 2017 г.
- Алмалы, ул.(КАРГАЛИНКА) ныне Манғытаева ул. с 2017 г.
- Алмалыкские (ДАЧИ)
- Алмалыкская, ул.
- Алмалыкская, ул .с 1986 г.(КАМЕНКА)
- Алмалыкская, ул. (ШУГЛА) ныне Жалынская ул. с 2017 г.
- Алматинская, ул.с 1956 г.(КИРОВ)
- Алматинская, ул. (БАГАНАШЫЛ)
- Алматинская, ул. (ДОСТЫК, бывш. ДРУЖБА)
- Алматинская, ул. (МУХАМЕДЖАНА ТУЙМЕБАЕВА, бывш. Ащибулак)
- Алматинская, ул. (ПОКРОВКА)
- Алма-Атинская, ул. (Юбилейный) ныне Султангазина ул. с 2018 г.
- Алматинский, пер. (КАРАСУ)
- Алмерека Абыза, ул.с 2005 г.(ШАНЫРАК 4)
- Алпамыса, ул. (ШАНЫРАК-1)
- Алпар Улы, ул.
- Алтай-1, мкр.
- Алтай-2, мкр. (быв.мкр. Б)
- Алтайбаева, ул. (АКБУЛАК)
- Алтайская, ул.
- Алты-Алаш, мкр.
- Алты-Алаш, ул.(КАЛКАМАН)
- Алтын Емел, ул.с 2001 г. (ДУМАН 1)
- Алтын-бесик, мкр.
- Алтын Сака, ул. (ШАНЫРАК 2)
- Алтынсарина, пр. (быв. Правды, пр.)с 1956 г.
- Алтынсарина, ул. (АЙГЕРИМ-1) Успенского ул.
- Алтынсарина, ул. (КАЛКАМАН-2)
- Алтынсарина, ул. (КАРГАЛИНКА) Какишева ул. с 2017 г.
- Алтын Ши, ул.перевод Шестая линия.
- Альбицкого, ул с 1956 г.
- Альма Матер (ДАЧИ)
- Альмерека, ул.(ШАНЫРАК 4)
- Альпийская, ул. с 1957 г.
- Альпинистов, ул.
- Аль-Фараби, пр.с 1975 г.(быв. Водозаборная ул.)
- Аль-Фараби, ул. (Колхозшы/Нуршашкан ) ныне Орен ул. с 2018 г .
- Аль -Фараби, ул. (КАЙРАТ) ныне Коктау ул. с 2018 г.
- Алябьева, ул. с 1956 г.
- Амангельды, ул.с 1936 г.(бывш Киргизская ул.)
- Амангельды, ул. (ЗАРЯ ВОСТОКА)
- Амангельды, ул.(КАРГАЛИНКА) ныне Щеголихина ул.с 2017 г.
- Амангельды, ул. (КАРГАЛЫ) ныне Нәжимеденова ул. с 2017 г.
- Аманжолова, ул.с 1962г (бывш. Школьная)(ДУМАН)
- Аманжолова С., ул. (быв. Вишневая, ул.)с 2003 г.
- Аманшина, ул. (ШАНЫРАК 2)с 2006 г.
- Амурская, ул. с 1955 г.
- Андроникова, ул.
- Анарыкай, ул (ДУМАН 1) с 2001 г.
- Ангарская, ул.с 1966 г. (быв. Набережная ул.) (ДОРОЖНИК/ Кокмайса)
- Андронникова, ул.
- Анет Баба, ул.с 2006 г.(АЛТЫН БЕСИК)
- Аносова, пер.
- Аносова, ул. с 1956г (быв. Новая 1-я ул.)(ТАСТАК)
- Аныракай, ул.
- Апанасенко, ул.
- Аптечная, ул. (ЗАРЯ ВОСТОКА)
- Аральская, ул.с 1955 г.
- Аргынбаева, ул. с 2008 г. (КАЛКАМАН 2)
- Аренского, пер.
- Аренского, ул.с 1956 г.(быв. 1-я Набережная ул.)
- Аристова, ул.(ШАНЫРАК 2) с 2006 г.
- Арзамасская, ул.с 1958 г.
- Аркалыкская, ул.(ГОРНЫЙ ГИГАНТ)с 1981г (быв. Виноградова ул.)
- Арктическая, ул.с 1957 г.
- Армавирская, ул. с 1956 г.ныне Бультрикова ул.
- Арман (ДАЧИ)
- Армянская, ул.с 1956 г.
- Артиллерийская, ул.с 1963 г.(быв. Школьная ул.)
- Артёма, ул. с 1956 г.(быв. Колхозный пер.)
- Аршалы, ул. (быв. Кольцевая, ул.)c 2008 г.(СОЛНЕЧНЫЙ)
- Архангельская, ул. с1958г (быв. Лермонтова ул.)
- Арыковой, ул. с 1977 г.(быв. Константиновская ул.,до 1927 г. Госфортская ул.,до 1977 г. Караванная ул.)
- Арыс, ул. с 2001 г. (ДУМАН 1)
- Арычная, ул. (БОРАЛДАЙ)
- Арычная, ул. (КАЗАХФИЛЬМ) ныне Азербаева ул.
- Арычная, ул. (КАМЕНКА)
- Арычная, ул. (КУРЫЛЫСШИ)
- Арычная, ул. (САД. ТОВ. «ВОСХОД») ныне Кабилова ул.

- Асан Кайгы, ул. (ШАНЫРАК-1) с 1994 г.перевод -гора Асана.быв 25 -ая линия
- Аскарова, ул. с 2004 г.быв. Безымянная ул.(ДАРХАН)
- Аспандиярова, ул.с 2008 г. (КАЛКАМАН 2)
- Аспара, ул.(ШАНЫРАК 1) с 2006 г.
- Астана, мкр.
- Асфальтная, ул.ныне Томанова ул.с 2003 г.
- Асфальтная, ул. ныне Шарипова ул.с 2003 г.быв.1-я линия.(АК БУЛАК)
- Асфендиярова, ул. (МАЯК)с 1962 г.(быв. Набережная ул.)
- Асылбекова, ул.с 1974 г.(ЖУЛДЫЗ 2)
- Атау Нет мкр. ныне (БАК ОРДА) с 2018 г.
- Атбасарская, ул.с 1962 г.(быв. Кошевого ул.)
- Аубакирова, ул.с 2006 г. (ШАНЫРАК-2) быв Петрова ул.
- Аубакирова ул. (КРАСНЫЙ ВОСТОК) ныне Абдіқалықова ул. с 2017 г.
- Ауэзова, ул.с 1961г (быв .5-я линия)
- Ауэзова, ул. (ОЖЕТ)
- Ауэзова, ул. (КАЙРАТ) ныне Токамкогарская ул. с 2018 г.
- Аханова, ул. (АКБУЛАК) с 2008 г. или с 2003 г.
- Ахмедиярова, ул.(ГОРНЫЙ ГИГАНТ)с 1981 г.(быв. Чкалова)
- Ахмедсафина, ул. (быв. Солонцовая, ул.)с 1985 г.
- Ахметова, ул. (быв. Закарпатская ул.)
- Ахметова, ул. (ТАУГУЛЬ-3) с 2003 г.
- АХО ГорИсполКома (ДАЧИ)
- Ахрименко 2-я, ул.
- Ахрименко, ул.с 1958 г.
- Ахтанова, ул. (быв. Выборгская, ул.) c 1997 г.(НИЖ. ПЯТИЛЕТКА)
- Ахундова, ул. с 1962 г. (быв. Аксайская ул.)
- Ачинская, ул. с 1957 г.
- Ашекеева, ул. (БОРАЛДАЙ)
- Ашекеева, ул. (ШАНЫРАК-1)
- Ашимбаева, ул.с 1997 г. (быв. Кавалерийская, ул.)Надеждинская ул. Обуховская .
- Ашимова, с 1997 г. ул. (мкр. Калкаман 2) (быв. Ауэзова, ул.)
- Ашхабадская, ул.
- АЭВРЗ С\Ост.
- Аэродромная, ул.  ныне Бокейханова ул.
- Аэродромный пер.с 1966 г.
- Аябаева, ул.(ЗАРЯ ВОСТОКА)
- Аяз би, ул. (ДУМАН)

## Б
- Бабаева, ул.
- Бабыра, ул.(ШАНЫРАК 1)
- Багратиона, ул. с 1956 г.
- Багаева, ул.(АК БУЛАК) с 2003 г.
- Багланова, Роза Тажибаевна
- Бабушкина, улица ныне Кадырбека Улы ул.
- Баимбетова, ул.(АТЫРАУ)
- Байганина, ул.
- Баишева, ул.с 1984 г.(быв. Софийская, до 27г, до 1984 г Центральная ул)
- Байзакова, улица быв. Декханская, Пчеловодная ул.с 1971 г.
- Байзакова, ул.(КАЛКАМАН 2) с 2008 г.
- Байжанова, ул.
- Байжанбаева, ул.
- Байкадамова, улица быв. Кихтенко с 1997 г
- Байкальская, ул.
- Байконурская (КАМЕНСКОЕ ПЛАТО) с 1981г (быв. Гагарина ул.)
- Байконурская ,ул. (КРАСНЫЙ ВОСТОК) ныне Эншиқумова ул.с 2017 г.
- Байканурова, ул.с 2003 г. быв. Асфальтная ул.
- Баймагамбетова, ул.с1957 г.
- Байрона, ул.с 1958 г
- Байсеитовой, улица с 1957 г.(быв. Пишпекская ул. до 1941 г.до 1957 г. Ала Тоо ул.)-Пешеходная
- Байсеитовой, ул.(ШАНЫРАК 2) с 2006 г.
- Байсеитовой, ул. (КУРАМЫС) ныне Ақша Тыра ул. с 2017 г.
- Байсеува , ул. (ТАСТЫ БУЛАК) ныне Ақсу-Жабағылы ул. с 2017 г.
- Байтенова, ул.с 2005 г.быв .3-я линия
- Байтерек, ул.(АЛЬМЕРЕК) с 2005 г. быв. 7-я линия
- Байтурсын Улы. ул.
- Байтурсынова, улица быв. Космонавтов с 1961 г. Таранчинская ул.
- Байтурсынова , ул.(КАРГАЛИНКА) ныне Қозыбасова ул.с 2017 г.
- Байтурсынова , ул. (ЧЁРНЫЙ ИШАК)ныне Балмуканова ул. с 2018 г.
- Баженова, улица (ныне Гончарова)с 1956 г.
- БАК ,ул.с 2017 г. быв. Вдоль БАКа ул.
- Бакай мкр.
- Баканасская, ул. с 1957 г.
- Баканова, улица
- Бакинская, ул.с 1957 г.
- Бактыгереева, ул.(КАЛКАМАН 2) с 2008 г.
- Балакаева, ул.с 2008 г (КАЛКАМАН 2)
- Балакирева, ул.
- Балдырган, ул.(ШАНЫРАК 2) с 2006 г.
- Балдаурена, ул.9ШАНЫРАК 2) с 2006 г.
- Балтабаевская, ул.
- Балтабаевская , ул. (1-го МАЯ) с 2018 г. Кумайская ул.
- Балтийская, улица с 1958 г.ныне Ходжамиярова, ул. с 1990 г.быв .Энгельса ул.
- Балхашская, ул.
- Бальзака, ул.
- Барабинская, ул. ныне Сокольского ул.с 2 000 г.
- Баранского, улица(ГОРНЫЙ ГИГАНТ) быв. Гагарина пер.с 1981 г.
- Барибаева, ул. (быв. Каракольская ул.)
- Барнаульская, улица (быв. Широкая Щель)с 1958 г.ныне Сарсенбаева ул.
- Бартогайская, ул.с 1986г (быв. Петрова)
- Бартольда, улица быв. Молотова, Тополевская
- Басар Кобыз, ул.(КОК КАЙНАР)
- Басенова, ул.с 1976г (быв. Трамвайная)
- Баталпашинская, ул. с 1955г (быв. Черкесская ул.)
- Батумская с 1958 г.
- Батурина с 1957 г.
- Баха, ул. С 1956 г.
- Баходура, ул.с 2006 г.(ШАНЫРАК 2)
- Бахыта с 2017 быв. 1-я улица
- Башкирская с 1956 г (быв. Сартовская)
- Баян батыра, ул.(АК БУЛАК) с 2003 г.
- Баян аул мкр.
- Баянаульская, ул.
- Бегалина с 1983 г. (быв. Дачная)
- Бегалиева, ул.(КАЛКАМАН 2) с 2008 г.
- Бедного Д. ул
- Бейбит Шилик, ул.(Гагарина)
- Бейсембаева, ул.(ТАУГУЛЬ 3) с 2003 г.быв .Красноармейская ул.
- Бейсеуова, ул. с 2008 г
- Бекболата, ул.(ОЖЕТ)
- Бекежанова, ул.(КАЛКАМАН) с 2008 г.
- Бекетова, ул. с 1957 г.(ТАСТАК 2)
- Бектембаева, ул. (КАМЕНКА)
- Бектемисова, ул.(АК БУЛАК) с 2003 г.
- Бектурова, ул.
- Бекхожина, ул. с 1995 г.
- Безыменная, улица
- Безымянная, улица (Бостандыкский район)
- Безымянная, улица (Медеуский район)
- Белградская, ул.
- Белинского, ул. (ныне Жунсугурова)
- Белова, ул.
- Беломорская, ул. с 1957 г
- Белорусская, ул.
- Белостокская, ул. с 1958 г.
- Бельбулакская, ул.(ДЗЕРЖИНСКИЙ)
- Беляеева, ул. с 1966 г.
- Белякова, ул.
- Бердаулетова, ул .(КАЛКАМАН 2) с 2008 г.
- Бердибаева, ул. (ДУМАН 1) с 2005 г.
- Бердыгулова, ул.
- Береговая, ул.с 1956 г (быв. Инженерная)
- Береговая , ул. (1-го МАЯ) с 2018 г. Аралтюбекская ул.
- Берегового, ул. с 1969 г.
- Берёзовая, ул.с 1962 г .(быв. Школьная ул.)
- Берёзовая , ул. ныне Аккербезова ул. с 2018 г.
- Березовского, ул.с 1954 г.
- Береке, ул (ТУРКСИБ) перевод -Изобильная ул. с 2008 г.
- Беремжанова, ул с 2003 г. (ТАУГУЛЬ 3)
- Биржана, ул.(ОЖЕТ)
- Беринга, ул.с 1961 г.
- Берлик мкр.
- Берсиева, ул. с 1958 г.
- Беспакова, ул. с 1990 г.быв. Лунная ул.
- Бессарабский, пер.
- Бестужева, ул. с 1958 г.(МАЛАЯ СТАНИЦА) (быв. Фурманова)
- Бехтерева, ул. с 1957 г.
- Бийская, ул.
- Билге когана, ул.(ШАНЫРАК 2) с 2006 г.
- Биокомбинатская, ул. (быв. Ударная, ул. Биробиджанская ул.)
- Биолог (ДАЧИ)
- Биржана, кл. с 1982 г.
- Биримжанова, ул.(ТАУГУЛЬ 3) с 2003 г.
- Бишкекская, ул.(ДУМАН 1) с 2001 г
- Бичурина, ул.(АДК) с 2003 г.
- Благовещенская, ул. с 1957 г.
- Блока, ул. с 1962 г.(МАЛ.СТАНИЦА)(Быв. Огородный пер.)
- Блюхера, ул. с 1962 г.(быв. Жукова)
- Бобруйская, ул. с 1958 г.
- Боганашил, мкр.
- Богатырская, ул. с 1958г (быв. Стахановская ул.)
- Богенбай батыра, улица быв. Кирова
- Бокеева, ул.
- Бокина, ул.
- Болотникова, улица (ТАСТАК)нынешнее Дуйсенова, (Бывшая Красина) с 1956 г.-Пешеходная
- Болошак, ул. (ДУМАН) быв. 18 -ая линия, перевод "Будущее " с 2001 г.
- Болтериковой, ул.с 2000г
- Бокейханова, улица быв. Аэродромная улица, с 1997 г.
- Бондаренко, ул.
- Борзова, ул. с 1956 г.
- Бородина, ул. с 1956 г.(ТАСТАК 2)
- Бостандыкская, ул.(ШАНЫРАК 1) с 1994 г.
- Ботакара, ул. (СТРОИТЕЛЬНЫЙ) с 2008 г.
- Ботанический, бульвар ныне бульвар Бухар Жырау, до 1957 г. Мыркушкин бул.
- Ботаническая, ул. с 1956 г.
- Боткина, ул. с 1956 г.
- Братская, ул. с 1957 г.
- Браунова, ул.с 1957 г.
- Бригадная, ул. с 1962 г.
- Бродского, ул. с 1956 г.
- Бруно, ул. с 1956 г. (быв. Новая ул.)
- Брюлова, ул. с 1956 г.
- Брюсова, ул .с 1956 г.
- Брянская, ул.
- Будённого, ул.
- Бузурбаева, ул. с 1957 г. (быв. Побережная- Медицинская ул.)
- Булавина, ул. с 1958 г
- Буланы с 2017 бывшая 3-я улица
- Булкушева, ул. с 2 000 г
- Бурабайская, ул. с 2001 г.(ДУМАН 1)
- Буровая, ул.
- Бурундай пос.быв. Самсоновка.
- Бурундайский, тракт
- Бурундайская, ул с 1958г (просторечие- Сорбулакская ул)
- Бутаковка мкр. ныне (МУЗ ТАУ) с 2018 г.
- Бутаковская, ул.
- Бутина, ул. с 2003 г. (ТАУГУЛЬ 3)
- Бутлерова, ул. с 1956 г.(быв. 2-я Сталина ул.)
- Бухарская, ул. с 1958 г.(быв. Химпромовская ул.)
- Бухтарминская, ул.быв .Кремлёвская ул.
- Быковского, ул. с 1966 г.
- Бытовик С\Ост.

## В
- Вавилова, ул. с 1956 г.
- Вагжанова, ул. с 1963 г. (быв. Жамбула ул.)
- Валиханова, ул. (быв. Нарынская, ул Училищная ул.)или Политехническая ул.
- Валиханова , ул .(2-я ПЯТИЛЕТКА) ныне Тектиликова ул. с 2018 г.
- Валиханова , ул. (ЧЁРНЫЙ ИШАК) ныне Тайбагарова ул. с 2018 г.
- Варламова, ул. с 1958 г.
- Варшавская, улица с 1957 г.ныне Дулатова, ул. с 1997 г.
- Васильевская, улица позднее — Узун-Агачская.
- Василевского, ул.(МУРАВЬЁВКА)
- Васнецова, ул.(ТАСТАК), с 1956 г.(быв. Литейный пер.)
- Ватутина, ул. с 1958 г.
- Вахтангова, ул. с 1956 г.
- Вековая, ул. с 1957 г.
- Великолукская, ул. с 1966 г.
- Венеры, ул. с 1966 г.
- Венецианова, ул. с 1956 г.
- Вентялиционщик С\Ост.
- Верди, ул. с 1956 г.
- Верещагина, ул. с 1956 г.(ТАСТАК) (быв. Пионерская ул.)
- Верненская, ул. с 1962 г.(МАЛ.СТАНИЦА) (быв. Клеверная ул.+ Лермонтова пер.)
- Верхоянская, ул. с 1955 г.
- Весёлая, ул.
- Веселова, ул.(МТФ)
- Весновка, ул. с 1977 г.ныне Касымова ул
- Весновка (ДАЧИ)
- Весна (ДАЧИ)
- Весна, ул.(КАМЕНСКОЕ ПЛАТО)
- Ветеран (ДАЧИ)
- Вильнюсская, ул. с 1957 г
- Вильямса, ул.
- Вилюйская, ул. с 1958 г.
- Виноградная, ул.(САДОВОД)
- Виноградова, улица нынешнее Карасай Батыра с 1956 г. в центре Пешеходная
- Винтера, ул.с 1958 г.(быв. Некрасова ул.) с 2018 г. Сергазина ул.
- ВИРГ мкр.ныне Атырау.
- Витебская, ул.с 1958 г.
- Вихрева, ул. с 1981 г. (быв. Матросова)
- Вишнёвая, ул.(КОМПОТ)
- Вишневского, ул.ныне Навои ул.с 1974 г.
- Владивостокская, ул. с 1956 г.
- Владимирская, улица с 1955 г. ныне Си Синхая ул.
- ВОАДс 2011 г.
- Водная, ул.
- Водника, ул. с 1958 г.
- Водник мкр. (БУРУНДАЙ)
- Водозаборная, ул.ныне Аль Фараби ул.
- Водопроводная, ул.(БОГАНАШИЛ)
- Войкова, ул.с 1958 г.
- Войникова, ул. с 1958 г.(быв. Станиславского)
- Вокжанова, ул.
- Вокзальная, ул.
- Вокзальная , ул. (1-го МАЯ) с 2018 г. Есимова ул.
- Волгоградская, ул. (быв. Сталинградская)
- Волгоградская, ул. (ДРУЖБА) ныне Жетижаргы ул.с 2018 г.
- Волжская с 1955 г.
- Вологодская, ул. с 1957 г.
- Володарского, ул.с 1958 г. в честь Гольдштейна.
- Волочаевская, ул. с 1958 г.(быв. 2-я Ключевая ул.)ныне Айша Би Би ул.
- Волховская, ул. с 1958 г.(быв. 1-я Кутузова ул.)
- Вольная, ул.
- Воровского, ул.с 1958 г.
- Воронежская, ул. с 1955 г.
- Воронихина, ул.
- Ворошилова, ул.(НИЖ.ПЯТИЛЕТКА)
- Ворошилова , ул. (1-го МАЯ) с 2018 г. Серпинская ул.
- Воскресенская, улица с 1927 года — Батрацкая, позднее — Расковой
- Восток-3, улица с 1962 (быв. Коннозаводская, до 1927 г Михайловская ул)
- Восточная, ул.ныне Топчиева ул.с 1962 г.(ПТИЦЕВОД)
- Восход (ДАЧИ)
- Вулканная, ул. ныне Саттарова ул.
- Выборгская, улица ныне Ахтанова ул.
- Высоковольтная, ул.(КАРАСУ) ныне ул.Бағаналы Орда ,с 2017 г.
- Высокогорное С\Ост.
- Вяземская, ул.
- Вятская, ул. с 1957 г.

## Г
- Габдуллина, улица с 1973 г. быв. Астрономическая ул.
- Гагарина, проспект с 1961, быв 13-я линия
- Гагарина, ул. (ДРУЖБА) ныне Паклиевского ул.
- Галакси мкр.
- Галилея, улица с 1958 г. быв, 3-я Аэродромная ул.
- Гамарника, ул. с 1966 г.
- Ганди ул.
- Гаражная, ул.
- Гаршина, ул. с 1958 г.(ДОЛИНКА)
- Гастелло, ул.
- Гасфортская, улица затем — Константиновская, Караванная и Нагимы Арыковой. Названа в 1858 году в связи с приездом в Верный губернатора Западной Сибири Г. Х. Гасфорта.
- Гвардейская, ул. ныне Акбозатская ул. с 2018 г.
- Геологов, ул. быв. Геологова ул.
- Геолог (ДАЧИ)
- Геологострой мкр.
- Герцена, ул.
- Гёте, ул. быв. Питерская ул.
- Гидрометслужбы мкр.
- Гидрометслужбы, ул.
- Глазунова, ул. с 1956 г.
- Глинки, ул.
- Глубокая, ул.
- Говорова, ул. с 1956 г.
- Гоголя, улица с 1909г, быв. Штабная ул.
- Гомельская, ул.
- Гончарная, ул. ныне Муратбаева ул.
- ГорВодоПровод (ДАЧИ)
- ГорКомАрхСтрой С\Ост.
- Горная, ул. с 1956 г. ныне Жанибекская ул. с 2018 г.
- Горновосточная, ул. с 1958 г.
- Горный садовод (ДАЧИ)
- Горняцкая, ул. с 1958 г.
- Городская, улица ныне Бекхожина ул.
- Гравийная, ул. с 1958 г. быв. Черновицкая ул.
- Горького, улица с 1936,быв .Торговая
- ГорСовет С\Ост.
- Гостинодворская площадь – сейчас на её месте Зелёный базар
- Гражданская, улица ныне Базарбаева ул
- Грановского, ул.(ТАСТАК) быв 2-я Кутузова ул.
- Грибоедова, ул.
- Гризодубовой, ул. с 1961 г.
- Гринёва, ул.
- Гродненская, ул. с 1957 г.
- Грозы, ул.с 1957 г.(КАМЕНКА)
- Громова, ул.
- Грузинская, ул с 1956 г.
- Грушовая, улица (КОМПОТ) ныне Зверева ул.с 1997 г.
- Грановского, ул.(ТАСТАК) с 1956 г. быв. 2-я Кутузова ул.
- Грузопассажирское, шоссе
- Губкина, ул. с 1957 г.
- Гулистан, ул.с 2006 г.(ШАНЫРАК 2)
- Гурилёва с 1962 г.(МАЛ.СТАНИЦА) быв. Уральская ул.
- Гурьевская, ул. с 1957 г.
- ГЭС мкр.

## Д
- Дагестанская, ул. с 1957 г.
- Дальневосточная, ул.
- Дальняя, ул. с 1963 г. быв. Гаражная ул.
- Дамалак Ана, ул.(КАРГАЛИНКА) ныне Сандыбай Улы ул. с 2017 г.
- Дарвина, ул.
- Даргомыжского, ул.с 1958 г.(ТАСТАК) быв. Кутузова ул.
- Дархан мкр.
- Дархан, ул. с 2005 г.(АЙГЕРИМ 2)
- Дарын мкр.
- Датова, ул с 2006 г. (ШАНЫРАК 2)
- Даулбаева, ул. с 2003 г.(ТАУ ГУЛЬ 3)
- Дауленова, ул. (ТАУ ГУЛЬ 3)
- Даулеткалиева, ул с 2003 г.(АК БУЛАК)
- Даутова, ул. с 1957 г.(ТАУ ГУЛЬ 2)
- Дауренбекова, ул. с 2003 г. (АК БУЛАК)
- Дауылбаева, ул.(ТАУ ГУЛЬ 3)
- Дачная, улица ныне Бегалина ул.с 1983 г.
- Дегтерёва, ул. с 1956 г.
- Дежнева, улица с 1957 г.ныне Сулейменова ул.
- Декабристов с 1957 г. быв. Туркменская ул.
- Декарта, ул. с 1957 г.ныне Щепкина ул.
- Дельвига, ул. с 1958 г.
- Демченко, ул. с 1962 г.быв. Вулканная ул.
- Деповская, ул. с 1955 г.
- Державина, ул.
- Детсадовская, ул. (ЗАРЯ ВОСТОКА)
- Диваева, ул. с 1981 г. быв. Космодемьянской ул.(ПОРТ АРТУР)
- Диксона, ул. с 1962 г.быв. 2-я Турксибская ул.
- Димитрова, ул.(ДОЛИНКА) с 1956 г. быв. 2-я Ленина ул.
- Джабаева ул.(КРАСНЫЙ ВОСТОК) ныне Молдағалиевой ул. 2017 г.
- Джайляу (ДАЧИ)
- Джайляу мкр. ныне (ГАЛАМАТ) с 2018 г.
- Джайляу ,ул.(КРАСНЫЙ ВОСТОК) ныне Нур Гали ул. с 2017 г.
- Джайляу, ул. (ШУГЛА) ныне Жунисова ул. с 2017 г.
- Джалалабадская, ул. с 1957 г.
- Джалиля, ул. с 1961 г.
- Джамбула, ул.(КАРГАЛИНКА) ныне Байимбетова ул.с 2017 г.
- Джамбула, ул. (КАРГАЛЫ) ныне Байдаулетова ул. с 2017 г.
- Джамбула ,ул. (НАУРЫЗ) ныне Қундызды ул. с 2017 г.
- Джамбула ,ул. (ДРУЖБА) ныне Ататалгуы ул. с 2018 г.
- Джамбула , ул. (1-го МАЯ) с 2018 г. Даулпазова ул.
- Джамбула , ул. (ГАГАРИНО) ныне Уенкиева ул. с 2018 г.
- Джамбула , ул. (ЧЁРНЫЙ ИШАК) ныне Мейиримова ул. с 2018 г.
- Джамбула , ул. (КАЙРАТ) ныне Донекерская ул. с 2018 г.
- Джандарбекова, ул.
- Джандосова, улица с 1964 г.быв. Верхний Каргалинский тракт.
- Джандосова , ул.(КАРГАЛИНКА) ныне Саудакента ул. с 2017 г.
- Джандосова , ул. (КАЙРАТ) ныне Акжамалова ул. с 2018 г.
- Джангильдина, улица (КАМЕНКА) с 1974 г, быв. Школьная ул.
- Джангильдина , ул. (КАЙРАТ) ныне Нурбота ул .с 2018 г.
- Джансугурова, ул. с 1958 г.
- Джансугурова , ул. (КАЙРАТ) ныне Несибелева ул .с 2018 г.
- Джапаридзе, ул.
- Джаркентская, ул. с 1981 г.(ГОРНЫЙ ГИГАНТ) быв. Пионерская ул.
- Джезказганская, ул. с 1961 г.
- Джетысуйскай, улица с 1927 г, быв. Николаевская ул.
- Джетысуйская , ул. (1-го МАЯ) с 2018 г. Еламанская ул.
- Джумалиева Н. ,ул. с 1978 г.
- Дзержинского мкр.ныне Бесагаш.
- Дзержинского, улица нынещнее Наурызбай Батыра, быв. Узун Агачская ул.
- Диксона, ул.
- Димитрова, ул.
- Дмитриевская, улица с годами — Казачья. Теперь носит имя сибирского казака Григория Потанина.
- Днепровская, ул. с 1957 г.
- Днепропетровская, ул.
- Добролюбова, ул. ныне Шокшакская  ул. с 2018 г.
- Доватора, ул.
- Довженко, ул. с 1963 г.быв. Новая ул.
- Докучаева, ул. с 1956 г.
- Долгорукого, ул. с 1961 г.
- Домбровского, ул. с 1961 г.
- Домостроитель (ДАЧИ)
- Домостроительная, улицас 1995 г. ныне проспект Улугбека, с 1968 г.
- Донбасская, ул.
- Донентаева, ул. с 1961 г.
- Донорская, улица с 1968 г.ныне Койшуманова, ул.
- Донская, ул. с 1955 г.
- Донентаева, улица
- Дорожник мкр. ныне (КОКМАЙСАК) с 2018 г.
- Дорожная, ул. (ЦЫГАНСКИЙ ПОС.)
- Досмухамедова, бывшая Мичурина
- Доспановой Хиуаз, с 2014 г.
- Достоевского, ул. с 1955 г.
- Достык мкр.
- Достык, проспект быв. Ленина, проспект.быв. Соборная ул.
- Достык ул.(КРАСНЫЙ ВОСТОК) ,ныне Қудайбергена Султанбаева ул.с 2017 г.
- Достык, ул.(КАРГАЛИНКА) ныне Бөкеева ул. с 2017 г.
- Достык , ул. (ВОСХОД) ныне Абзалова ул. с 2018 г.
- Дошкольник С\Ост.
- Драгобычская, ул.с 1957 г.
- Древесная, ул. (ст. ЧЕМОЛГАН)
- Дрозда, ул.(КАМЕНКА)
- Дружбы, ул. с 1957 г.(АЛМАГУЛЬ)
- Дружбы ,ул. (2-я ПЯТИЛЕТКА) ныне Мерейская ул.с 2018 г.
- Дубок мкр. ныне (ШАБИТ) с 2018 г.
- Дубок-2 мкр. (АТАКЕНТ) с 2018 г.
- Дубосековская, ул с 1986 г. быв. 2-я Петрова ул.
- Дуйсенова, ул.
- Дулати, ул .с 2 000 г. быв. Шашлычная ул.
- Дулатова, ул.(КАЛКАМАН 2)
- Дунаевского, ул. с 1957 г.
- Дунайская, улица ныне Сидоркина, ул. с 2000 г.
- Дунганская, ул. ныне Масанчи ул.
- Дундича, ул.
- Дуйсенова, улица с 1997 г.быв. Болотникова- Красина ул.
- Дуйсенова, ул с 2003 г.(ТАУ ГУЛЬ 3)
- Дунентаева, ул.
- Душанбинская, ул. с 1962 г.быв. Сталинобадская ул.
- Дыбенко, ул. с 1966 г.

## Е
- Егизбаева, ул. с 1999 быв. 21-я линия, улица
- Егимен, ул.(ШАНЫРАК)
- Егиндыбулак, ул. с 2006 г.(ШАНЫРАК 1)
- Егорова, ул. до 1963 г. — 2-я Восточная ул.
- Елгина, ул. с 1957 г.
- Елибаева, с 2008 г. (КАЛКАМАН 2)
- Елемисова, ул. с 2004 г.
- Елизова, ул. с 2004 г.
- Емелева, улица быв. Алма-Атинская ул.
- Емцова, ул. с 1986 г. быв. Петрова ул.
- Енисейская ул.
- Ералиева, ул. с 2003 г.(ТАУ ГУЛЬ 3)
- Ергалиева, ул.
- Ереванская, ул.
- Ержанова, ул.
- Еркендыка, ул. с 2005 г. быв.8-я линия.(ШАНЫРАК 4)
- Ермака, ул. с 1955 г.(САКСАУЛЬНАЯ)
- Ерменсай мкр.
- Ермоловой, ул. с 1961 г.
- Ер Таргына, ул. с 2004 г. быв .24-я линия.(ШАНЫРАК 2)
- Есбаева, ул. с 2003 г.(АК БУЛАК)
- Есенбулатова, ул. с 1958 г.
- Есеналиева, ул с 2000 г.
- Есенина, ул. с 1958 г.
- Есенберлина, ул. с 1984 г.быв. Клеверная ул.
- Есенжанова, ул. с 1976 г, до 1956 г. Некрасова ул.-Бассейная ул.
- Есенова, ул.(КАЛКАМАН 2)
- Есентайская, ул. с 1986 г.быв. Муканова (восток).
- Есентай, ул.(ШАНЫРАК 1)
- Есиль, ул. с 2001 г.(ХАН ТЕНГРИ)
- Есимова (ГАГАРИНО) ныне Куттыбеликова ул.с 2018 г.
- Ескараева, ул.с 1997 г.
- Еспаева, ул.(АК БУЛАК)

## Ж
- Жагор Казы, ул.(ШАНЫРАК 1)
- Жадыра (ДАЧИ)
- Жазылбкеа, ул.(КАРГАЛЫ)
- Жайлы, ул.с 2008 г.(КУРЫЛЫСШИ)
- Жакаева, ул. с 2008 г. (КАЛКАМАН)
- Жакыпбаева, ул. с 2008 г. (КАЛКАМАН 2)
- Жалпактала, ул.с 2006 г. (ШАНЫРАК 1)
- Жамбасбаева, ул.(ДЗЕРЖИНСКИЙ)
- Жана Арка, ул. с 2008 г.(СОЛНЕЧНЫЙ)
- Жана Арка ,ул.(КРАСНЫЙ ВОСТОК) ныне Тамшыбулақская ул.с 2017 г.
- Жана Арна, ул. (ТАСТЫ БУЛАК) ныне Карлыгаш ул. с 2017 г.
- Жана Гасыр, ул. с 2005 г.быв 10-я линия.
- Жана Шаруа ,ул. (КРАСНЫЙ ВОСТОК) ныне Белжайлау ул.с 2017 г.
- Жандеркина, ул. с 2006 г.(ШАНЫРАК 1)
- Жандильдина, ул. с 2003 г.(АК БУЛАК)
- Жанибекова, ул.с 2008 г.
- Жан Кожа багатыря, ул.с 2006 г.(ШАНЫРАК 1)
- Жантерина , ул. (КАМЕНКА) ныне Найманбаева ул. с 2017 г.
- Жантурина, ул.с 2003 г.(ДУМАН 1) быв ,18-я линия.
- Жансугурова, улица быв. Белинского с 1993 г.
- Жансугурова , ул. (КАРГАЛИНКА) ныне Қоргалжына ул. с 2017 г.
- Жан Шуак С\Ост
- Жар Муханбет мкр.
- Жарокова, улица с 1966 г. быв. 9-я линия.
- Жарокова , ул. (ГАГАРИНО) ныне Акерменская ул. с 2018 г.
- Жарылгасова, ул. с 1963 г. быв. Чапаева ул.
- Жас Казаха (ШАНЫРАК)
- Жас пионерлер, ул.
- Жас Тар,ул.(КРАСНЫЙ ВОСТОК) ныне Берелова ул.
- Жасыбая, ул с 2005 г. (ДУМАН 1)
- Жданова, улица с 1956 г.быв. Школьный пер.ныне Шакарима ул.с 1991 г.
- Жекбаева, ул.
- Железноводская, улица с 1956 г. ныне Акпаева ул.
- Железняка, ул. с 1958 г. быв. 2-я Гастелло ул.
- Жексенбаева, ул.с 2006 г.(АЛТЫН БЕСЕК)
- Желтоксан, улица бывшая проспект Мира-Иссык Кульская ул.перевод Декабрьская ул.
- Желтоксан, ул.(КАРГАЛИНКА) ныне Руханията ул. с2017 г.
- Жемчужная, ул. с 1958 г. быв. 2-я Алма-Атинская ул.-Красина ул.
- Женись, ул .с 1966 г.
- Женись, ул. (ШУГЛА) ныне Кенжетаева ул. с 2017 г.
- Жеренше, ул. (ДУМАН)
- Жеруйык, ул.с 2005 г.(ШАНЫРАК 4) быв. 13 -ая линия.
- Жетбаева, ул.с 1999 г.
- Жетыгенская, ул. с 1986 г.быв. Правды ул.(ШУАКТЫ) с 2008 г.
- Жетыгенская , ул. ныне Акбилекова ул. с 2018 г.
- Жетыгенская,  ул. (КАЙРАТ) ныне Дуадакова ул. с 2018 г.
- Жеты Су С\Ост
- Жетикара, ул.с 2006 г. (ШАНЫРАК 1)
- Жибек-Жолы, улица быв. Горького ул., неофициально Арбат-Пешеходная
- Жигулёвская, ул. с 1955 г.
- Жидели,ул.(ЖАЙЛЯУ) ныне Көсеге ул. с 2017 г.
- Жиенбаева , ул. (РАХАТ) ныне Жидели ул. с 2017 г.
- Жиенкуловой, с 2001 г. быв. 10-я Кирпичнозаводская ул.
- Жиренше, ул .с 1994 г.перевод Красная ул.
- Жиырмасанчи, ул. быв. 20 линия.
- Житомирская, ул с 1958 г. быв. Школьная ул.
- Жолдасбекова, ул.с 2000 г.быв. Безымянная ул.
- Жубанова, ул. с 1969 г. быв. 6-я линия
- Жубанова (ГОРНЫЙ ГИГАНТ) быв .2-я кирпичнозаводская ул.
- Жозылбекова, ул.(КАРГАЛИНКА)
- Жукова, ул. с 1981 г.(ГОРНЫЙ ГИГАНТ), быв. Ворошилова ул.
- Жуковского, ул.
- Жулдыз мкр.быв. Гвардейский мкр.
- Жумабаева, ул.(КАМЕНКА)
- Жумабаева , ул. (КАРГАЛИНКА) ныне Іэгилика ул.с 2017 г.
- Жумабаева , ул. (КАМЕНКА) Нуршаиқова ул. с 2017 г.
- Жумабекова, ул с 2003 г. (АК БУЛАК)
- Жунгарская, ул. с 1957 г. Калмыцкая ул.
- Журавлёва, ул. с 1954 г.
- Журавского, ул. с 1957 г.
- Жургенова, ул. с 1984 г. быв. Пригородная ул.
- Жусанды, ул с 2008 г. (СОЛНЕЧНЫЙ)
- Жырау, ул.(ЗАРЯ ВОСТОКА)

## З
- Заветная, ул. с 1958 г.
- Заводская, улица сейчас улица Ж. Елибекова
- Заводской , пер. Сырмяцкая ул. с 2018 г.
- Загородная, ул. с 1957 г.
- Загоскина, ул. с 1957 г.
- Заилийская, ул. с 1957 г.
- Зайсанская, ул. с 1962 г. быв. Больничная ул.
- Закарпатская, улица сейчас улица Ахметова с 1958 г.
- Заломова, улица с 1957 г.с 1997 г. Кожабекова ул.быв. Ровенского кл.
- Зангар, ул.с 2995 г.(АЙГЕРИМ 2) перевод -Великая ул.
- Западная, улица сейчас улица С. Ескараева, быв. Джангильдина ул.с 1969 г
- Запарожская, ул.с 1958 г. быв. Стахановцев ул.
- Запотоцкого, ул. с 1959 г.
- Заречная, ул.ныне Тренёва ул. с 1958 г. ныне Толкынская ул. с 2018 г.
- Заречная, ул. (КАМЕНСКОЕ ПЛАТО)
- Заречная , ул. (1-го МАЯ) с 2018 г. Жидебайская ул.
- Заря (ДАЧИ)
- Заря Востока мкр, ныне 3-й Градокомплекс.(ШАПАГАТ) с 2018 г.
- Заславского, ул. с 1958 г быв. Озёрная ул.
- Заславского - 2 ,ул. ныне Доланская ул. с 2018 г.
- Затаевича ул.(ГОРНЫЙ ГИГАНТ), с 1981 г.быв. Лермонтова ул.
- Захарова, ул. с 1061 г.
- Защитник (ДАЧИ)
- Звёздная, улица сейчас улица М. Беспакова с 1963 г. быв. 2-я Мельничная.
- Звёздная (КИРОВ) ныне Молдагуловой ул.
- Звенигородская, улица сейчас Ж. Кудерина с 1957 г.
- Здоровье (ДАЧИ)
- Зеленстрой С\Ост.
- Зелёная, ул. ныне Карсакбаева, ул.с 2003 г.быв. 22 -ая линия.с 2018 г. Кокайдайская ул.
- Зклёная , ул. (1-го МАЯ) с 2018 г. Кокшолакская ул.
- Зелёная , ул. (2-я ПЯТИЛЕТКА) ныне Бектаува ул. с 2018 г.
- Зелинского, ул.с 1963 н.быв. Ленина ул.
- Земноухова, ул.с 1957 г.быв. Когановича ул.
- Зенкова, улица бывшая Пролетарская с 1981 г.быв. Первогильдийская ул.
- Зенкова, улица (посёлок Горный Гигант) сейчас улица Алдар Косе, быв. Некрасова ул.
- Зенковича, ул.
- Зерде, ул. с 2006 г.(ШАНЫРАК 2), перевод -Интеллектная ул.
- Зимняя, ул. с 1961 г.
- Златоустовская, ул. с 1958 г.
- Зорге, ул.с 1964 г.быв. Казалинская ул.
- Зубарева, ул. с 1986 г.быв. Чуйская ул.
- Зыряновская, ул. с 1955 г.

## И
- Ибрагимова, ул.с 1997 г. (ИЯФ) быв. Ленина ул.
- Иванова, ул. с 1974 г.быв. Захарова ул.
- Иванов-Сокольского, ул.(БОГАНАШИЛ) с 1987 г.
- Иванилова, ул. с 1981 г (ГОРНЫЙ ГИГАНТ), быв. Октябрьская ул.
- Игишева, ул. с 1981 г. (ГОРНЫЙ ГИГАНТ) быв. Партизанская ул.+Мирный пер.
- Извилистая, ул.ныне Терёхина ул.с 1982 г.
- Ижевская, ул. с 1957 г.
- Илийская, ул. ныне Тобылгаева ул. с 2018 г.
- Илийский тракт
- Ильинская, улица ныне — Саркандская.
- Ильича, улица с 1927 г.быв. Мариинская ул.9-я Колпаковского ул.ныне Есенова, с 1996 г.
- Ильича, ул. (ДРУЖБА) ныне Тостанбекова ул.с 2018 г.
- Иманбаевой, ул.с 1962 г.быв. Малиновского ул .
- Иманова, ул. (КАМЕНКА) ныне Бельгера ул. с 2017 г.
- Иманова, ул. (КАЙРАТ)ныне Сулушанская ул. с 2018 г.
- Индустриальная, ул. с 1958 г.быв.2-я Мичурина ул.
- Инженерная, ул.
- НИИ Защиты Растений (Дачи)
- НИИ Ионосферы, ул.
- Институтская, л. (РАХАТ)
- Интегральная, ул.
- Интернациональная, улица быв. Солдатская ул.
- Интернациональная, улица (пос. Заря Востока) ныне Бердигулова ул.
- Интернациональная, ул. (1-го МАЯ) с 2018 г. Шкапского ул.
- Интернациональная, ул. (ВОСХОД) ныне Сыртанова ул. с 2018 г.
- Интернациональная, ул. (ГАГАРИНО) ныне Дауренова ул. с 2018 г.
- Ипподромная, ул.
- Иркутская, ул.
- Иртышская, ул. с 1955 г.
- Исаева, ул. с 2003 г.(ТАУ ГУЛЬ 3)
- Исатаева, ул (КАМЕНКА)
- Исеналиева, ул.
- Искандерова, ул.(ГОРНЫЙ ГИГАНТ), с 1981 г. быв. Фурманова ул.
- Иссык Кульская, ул.
- Иссыкская, улица с 1927 г, быв. Крепостная, ул Офицерская.
- Истомина, ул. с 1962 г. быв. Пограничная ул.
- Ишимская, ул. с 1957 г.

## К
- Кабанбай батыра, улица. с 1991 быв. Калинина, улица. неофициально в 50-е Бродвей, до 1936 г Мещанская ул.
- Кабанбаева , ул.(КРАСНЫЙ ВОСТОК) Мақаншыева ул. с 2017 г.
- Кабардинская, ул.с 1957 г.
- Кабдолова, ул. с 2003-08г. бывш. Маречека
- Кабилова, ул. с 1975 г.быв. Арычная ул.
- Каблукова, ул. с 1957 г. с 2018 Кекилбаева ул.
- Кабылбаева, ул. с 2008 г.(КАЛКАМАН 2)
- Кабилова, ул.с 1975 г.быв. Арычная ул.
- Кавалерийская, улицас 1927,быв. Надеждинская-Обуховская ул.
- Кавказская, ул. с 1956 г.быв. Шоссейная ул.
- Кавказская , ул. (1-го МАЯ) с 2018 г. Сералина ул.
- Кадырбекова, ул. с 2008 г.(КАЛКАМАН 2)
- Кадырбекулова, ул с 1996 г.
- Кадыржанова, ул. с 2008 г.(КАЛКАМАН 2)
- Кадырова, ул. с 2008 г.
- Казакова, ул. с 1956 г.
- Казакпаева с 1978 г.быв. Новая ул.
- Казалинская, ул.
- Казангапская, ул.(ГАГАРИНА)
- Казанская, ул.с 1976 г.
- Казарменная ул. ныне Панфилова ул.-Пешеходная
- Казачья ул. ныне Потанина ул.
- Казахстанская, ул. с 1958 г.быв.17-я линия, с 2001 г.
- Казахфильм мкр.
- КазВзрывПром (ДАЧИ)
- КазГипроЗём (ДАЧИ)
- Казначейская, ул.с 1997 г. ныне Калдаякова ул.быв. 8 Марта.
- КазСпас,Ул.
- КазСтрой С\Ост
- Казыбекова ул.с 2008 г.(КАЛКАМАН 2)
- Казыбекова , ул. (РАХАТ) ныне Култөбе ул. с 2017 г.
- Казыбекова , ул. (ЧЁРНЫЙ ИШАК) ныне Коныртауская ул. с 2018 г.
- Казыбекова , ул. (КАЙРАТ) ныне Жаудирова ул. с 2018 г.
- Казы Гурт, ул.с 2001 г.быв.1-я линия
- Кайнар С\Ост
- Кайсенова, ул.
- Каипова, ул.с 1993 г.(ИЯФ)
- Кайнар, ул. (ШАНЫРАК)
- Кайсенова, ул. (ЮБИЛЕЙНЫЙ)
- Калининградская, ул. с 1958 г.
- Калинина , ул. (ДРУЖБА) ныне Шарипова ул.с 2018 г.
- Калдаякова , ул. (КУРАМЫС) ныне Уржара ул. с 2017 г.
- Калужская, ул.с 1957 г.
- Калымская, ул.
- Камар сулу, ул.
- Каменское (ДАЧИ)
- Каменистая, ул.
- Каменка мкр. ныне Тау Самал.
- Каменка- 3 мкр. ныне (МЕЙРАМ) с 2018 г.
- Камышинская, ул.с 1955 г.быв. Ушакова ул.
- Канахина, ул. с 2003 г.(ТАУ ГУЛЬ 3)
- Капальская, ул.с 1963 г.быв. Заводская ул.
- Капчагайская, ул. с 1962 г.быв. Центральная ул.
- Капчагайская , ул. (1-го МАЯ) с 2018 г. Аксуатская ул.
- Капчагайская , ул. (МАЯК) ныне Акутанова ул. с 2018 г.
- Карабулакская , ул. (КРАСНЫЙ ВОСТОК) ныне Ақмоншақова ул. с 2017 г.
- Карабулакская, ул. (ШУГЛА) ныне Сығаева ул. с 2017 г.
- Карагайлы -2 мкр. ныне (ДАРИЯ) с 2018 г.
- Карагалинская , ул.
- Карагандинская, ул.
- Карагандинская , ул. (ДРУЖБА) ныне Улагата ул.с 2018 г.
- Каракалпакская, ул. с 1957 г.
- Каракулова, ул.с 2008 г.(КАЛКАМАН 2)
- Каракумская, ул. с 1957 г.
- Каран, ул.с 2017 г. быв .2-я улица .
- Карасай батыра, улица быв. Сельская ул.
- Карасайская, ул. (КАМЕНКА) ныне Шолпан ул. с 2017 г.
- Карасайская , ул. (ГАГАРИНО) ныне Алтыбасарская ул. с 2018 г.
- Карасайская , ул. (ПОРТ АРТУР) ныне Басбатырова ул. с 2018 г.
- Карасайская , ул. (ЧЁРНЫЙ ИШАК) ныне Боктергиева ул. с 2018 г.
- Карасайская , ул. (КАЙРАТ) ныне Байга ул. с 2018 г.
- Карасу, ул. с 2018 г. Бурханская ул.
- Карасуйская, ул.
- Каратаева, ул.
- Каратальская, ул. с 1962 г.
- Каратауская, ул. с 1994 г.
- Карачаганакская, ул.с 2005 г.быв.12 -ая линия.
- Кара Шаш, ул. (ДУМАН)
- Кара Чаганакская, ул.(АЙГЕРИМ 2)
- Карбышева, (МАЛ.СТАНИЦА)ул.с 1962 г. Талгарская ул.
- Каргалинка (ДАЧИ)
- Каргалинский тракт А-4
- Карельская, ул. с 1955 г.
- Карибжанова, ул. с 2003 г.
- Каримбаева, ул. с 1987 г. быв.2-я Бригадная ул.(ДУМАН)
- Ислама Каримова, улица; до декабря 2018 - улица Аркадия Гайдара, ул.(ТАСТАК) быв. Фрунзе ул, с 1956 г
- Кар Кара, ул. (ШАНЫРАК)
- Каркаралинская, ул. с 2001 г.быв. 7-я линия.(ХАН ТЕНГРИ)
- Карменова, ул. с 2003 г.
- Карпатская, ул .с 1961 г.
- Карпинка, ул .с 1957 г
- Карпова, ул. (ИЯФ) быв. Коммунистическая ул.
- Карская, ул. с 1957 г.
- Картограф С\Ост.
- Карьерная, ул с 1956 г.ныне ул.Қараөткел
- Касаткина, ул. с 1959 г.
- Каскадная, ул. с 1956 г.
- Каскеленская, ул. с 1961 г.
- Каспийская, ул.
- Кассина, ул. с 1957 г
- Кассина , ул. (Тау Гуль) ныне Керуен Тау ул.с 2018 г.
- Кастеева, ул. с 1975 г.быв. Подгорная ул.
- Кастекская, ул.
- Касымова, ул. с 1977 г.быв. Весновская ул.
- Каховская, ул. с 1955 г.
- Качалова, ул.с 1961 г.
- Кашаубаева, ул. с 1958 г. быв. Добровольская ул.
- Кашгарская, ул.
- Карла Маркса, улица быв. Капальская ул.
- Капальской, улица (ныне Д. Кунаева).
- Каргалинское, шоссе
- Квартал 1 (АЛАТАУ ПОС.)
- Квартал 7 А (НИЖ.КИРОВ)
- Квартал А (АЛАТАУ СЕЛО) -Ныне ул. Тарлан с 2017 г.
- Квартал Г (АЛАТАУ СОВХОЗ)
- Келес, ул.с 2005 г.(ДУМАН) перевод- Следующая ул.
- Кеменгерулы, ул. с 2008 г.
- Кемеровская, ул. с 1955 г.
- Кенбаева, ул. с 2008 г. (КАЛКАМАН 2)
- Кендала , ул.(КРАСНЫЙ ВОСТОК) ныне Аулие - Ата ,ул. с 2017 г.
- Кенесбаева, ул. с 2008.г.(КАЛКАМАН 2)
- Кентауская, ул. с 1962 г.(МАЛ.СТАНИЦА) быв. Садовая ул.
- Кербулакская, ул.с 1981 г (КАМЕНСКОЕ ПЛАТО) быв. Дачная ул.

? Кереева , ул. (ГАГАРИНО) Могиликова ул. с 2018 г.
- Кереку, ул.с 2001 г.быв. 4-я ул.
- Керемет мкр.
- Кзыл Ординская, ул. с 1957 г.
- Кзыл Ординская ,ул. (ГАГАРИНО) ныне Шертера ул. с 2018 г.
- Киевская, ул.
- Киевская , ул. (ДРУЖБА) ныне Термезская ул.с 2018 г.
- Кипренского, ул.с 1957 г.
- Киргизская, ул.с 1955 г.
- Кирова, улица ныне Богенбай батыра, с 1935 г.быв. Офицерская ул.
- Кировоградская, ул. с 1958 г. ныне Даналыкская ул. с 2018 г.
- 1-я Кирпично-заводская, улица
- 2-я Кирпично-заводская, улица
- 3-я Кирпично-заводская, улица
- 4-я Кирпично-заводская, улица
- 8-я Кирпично-заводская, улица ныне Тайманова, ул. быв. Партизанская ул.
- Кирпичный завод, ул. ныне Актолкынская ул. с 2018 г.
- Кисловодская, ул. с 1959 г.
- Кишинёвская, ул. с 1957 г.
- Кихтенко, улица с 1954 г ныне Байкадамова ул.
- Клеверная, улица ныне Есенберлина ул.
- Клочкова, улица с 1979 г, быв. 7-я линия ул.
- Клочкова, улица (Компот)
- Клубная, ул.
- Клубничная , ул.
- Ключевой, пер. ныне  Булгынская ул . с 2018 г.
- Ключевой -2, пер. (Лениногорская ул.) ныне Текеметова ул. с 2018 г.
- Ключевая 2 ,ул. с 2018 г. Серперская ул.
- Ключевая , ул .(1-го МАЯ) с 2018 г .Олдкисова ул.
- Ключевая , ул. (БУТАКОВКА) ныне Айдарлы , ул. с 2018 г.
- Кобда, ул. с 2005 г. (ДУМАН 1)
- Кобикова, ул. с 1975 г. быв. Габдулина ул.
- Кобландыева , ул. (ЧЁРНЫЙ ИШАК) ныне Бердикожева ул. с 2018 г.
- Кобыланды, ул.(ШАНЫРАК)
- Ковалевской, ул.(ТАСТАК)с 1956 г.быв. 2-я Комсомольская ул.
- Когиршинова , ул (ДРУЖБА) с 2018 г.
- Койшуманова, ул. с 1999 г.
- Койянды, ул.с 2008 г.(ШУАКТЫ)
- Козыбаева, ул. с 2003 г.
- Кожабекова, ул.
- Кожабергенова, ул. с 1981 г.(КАМЕНСКОЕ ПЛАТО) быв. Набережная ул.
- Кожамкулова, ул.с 1981 г.быв. Кастекская ул.
- Кожамьярова, ул. (КОЛХОЗШИ)
- Кожаханова, ул. с 2005 г.(АЙГЕРИМ 2)
- Кожедуба, ул.с 1979 г.
- Коккинаки, ул.
- Кокорай, ул.с 2008 г.(ЦЫГАНСКИЙ ПОС.) быв. Молодёжная ул.перевод-зелёное трава.
- Кок Су, ул.с 2006 г. перевод -зелёная вода.
- Коктем 3, микрорайон
- Коктема, ул.(ЗАРЯ ВОСТОКА)
- Кокчетавская, ул.
- Кокшокы, ул.с 2008 г.(Строительный пос.)
- Коломенская, ул. с 1955 г.
- Колхозши  мкр. ныне (НУРШУШКАН) с 2018 г.
- Колхозная, ул.
- Кольсай мкр.
- Кольцевая, ул.(СОЛНЕЧНЫЙ) ныне Аршалы ул.
- Кольцова, ул.
- Колымская, ул. с 1955 г.
- Комарова, ул .с 1957 г.(ПОКРОВКА)
- Комминтерна, ул.
- Садвакасова, ул. (ОЖЕТ)
- Коммунальная, ул.
- Коммунаров, ул. ныне Тажибаева ул. с 2018 г.
- Коммунистический, проспект ныне проспект Абылай хана с 1961 г.
- Кондратовича, ул.с 1958 г, быв. 4-я Стахановская ул.
- Конный базар пл. ныне трамвайный парк.
- Кооператор (ДАЧИ)
- Кооптехникум, ул.(ЧАПАЕВА)
- Копальская,  ул. ныне Жакангерская ул. с 2018 г.
- Коперника, ул.
- Кордонная ул. ныне Шегабутдинова ул.
- Коркыта, ул .с 1994 г (ШАНЫРАК 1)
- Корнилова, ул. с 1956 г.
- Королёва, ул. с 1966 г.
- Короленко, ул. с 1954 г.
- Корсакова, ул.
- Корчагина, ул.(МАЛ.СТАНИЦА)с 1962 г, быв. 2-я Школьная ул.
- Косагашская ,ул. (КРАСНЫЙ ВОСТОК)ныне Қойлықская ул. с 2017 г.
- Косаева, ул. с 1980 г. быв. свинцовозаводская ул.
- Косалка, ул.
- Космическая, ул с 1981 г.(КАМЕНСКОЕ ПЛАТО) быв. Центральная ул.с 2001 г. Оспанова ул.
- Космонавтов, улица ныне Байтурсынова с 1962 г.быв. Таранчинская ул.
- Космонавтов ул. ныне Жетабаева ул. (ВЕРХ.ПЯТИЛЕТКА)
- Космонавтов , ул . (1-го МАЯ) с 2018 г. Орлевская ул.
- Космонавтов ,ул. (ПОРТ АРТУР) ныне Актангерская ул. с 2018 г.
- Космостанция, ул. (ВЕРХ.ПЯТИЛЕТКА)
- Космодемьянской, ул.ныне Сағадата Нұрмағамбетова ул.,с 2017 г.
- Костромская, ул с 1958 г. быв. 2-я Заречная ул.
- Косунова, ул.(КАЛКАМАН)
- КОСЫНОВА ,ул. (КАЛКАМАН 2)
- Котельникова, ул. с 1958 г.
- Котовского, ул.
- Котовского , ул. с 2018 г. Калкобызова ул.
- Котовского ,ул. (ДРУЖБА) ныне Терменова ул. с 2018 г.
- Коунрадская, ул с 1958 г.
- Кочина, ул. с 1956 г.
- Кошевого, ул.
- Кошек богатыря, ул.
- Кошеубаева, ул.
- Кошкарбаева. ул (ОЖЕТ)
- Кошкунова, ул. с 1977 г.быв. Снайперская ул.
- Крайняя, ул. с 1962 г.
- Крамского, ул. с 1956 г.
- Красильская, ул. с 1957 ш.
- Красина, улица быв Нарынская- Гурдэ ул .
- Красноармейская, улица ныне Бейсебаева ул.
- Красноармейская , ул. (ДРУЖБА) Акбакайская ул.с 2018 г.
- Красноводская, ул.
- Красногвардейский тракт ныне проспект Суюнбая, с 1957 г, быв. Капальский тракт.
- Красногорская, ул. с 1958 г.
- Краснодарская, ул.c 1973 г.
- Краснодонская, ул.
- Красное поле мкр.
- Краснооктябрьская, ул.
- Красный Трудовик мкр. (ТОМИРИС) с 2018 г.
- Красных партизан, улицас 1962 г, быв. Каменская ул. Калининская ул. Ныне И.Коныра ул.с 2 000 г.
- Кремлёвская, улица ныне Майлина с 1974 г.быв. Бухтарминская ул. и Захарова ул.
- Крестьянская, ул. ныне Шухова ул.
- Кривая, ул.
- Кронштадская, ул.с 1958 г .
- Крепостная, улица ныне Станиславского ул.
- Крупской, ул.быв. Сталина ул.
- Крыжицкого, ул. с 1958 г. быв. Майская ул.
- Крылова, ул. с 1956 г.(РАБОЧИЙ ПОС.)
- Крымская, ул.
- Крючкова, ул.
- Куанышбаева, ул .с 1969 г.
- Кубеева, ул. с 1962 г.быв. Молодёжная ул.
- Кудайбердыева, ул.с 1991 г.быв. Школьная ул.
- Кузнецкая, ул.
- Кузнецова, ул.с 1966 г.
- Кузьмина, ул. с 1958 г.
- Куйбышева, ул. с 1957 г.
- Кулана, ул .с 2008 г (СТРОИТЕЛЬНЫЙ)
- Кулбекова, ул с 2008 г.(КАЛКАМАН 2)
- Кулешова, ул. с 1957 г.
- Кулибина, ул.с 1956 г.
- Кулымбетова, ул.
- Кулымбекова, ул.
- Кульджинский тракт
- Кульджинская, улица
- Кунаева, улица бывшая Карла Маркса, с 1919 г.быв. Капальская ул.
- Кунаева , ул (КАРГАЛИНКА) ныне Ақбөкенова ул.с 2017 г.
- Кунаева , ул. (ЧЁРНЫЙ ИШАК) ныне Акмандаева ул. с 2018 г.
- Кул Тегина, ул.с 2006 г. (ШАНЫРАК 2) полное имя Култегин хатон.
- Кунгурская, ул.с 1955 г.
- Купалы, ул.
- Куприна, ул. с 1961 г.
- Курамыс мкр.
- Куратова, улица с 1980 г.быв. Сибирская ул.до 1927 г. Алатавская ул.
- Курганская, ул.
- Курдайская, ул.
- Куренбелл, ул. с 2008 г.(ЦЫГАНСКИЙ ПОС.) быв. Котовского ул.
- Курильская, ул.с 1955 г.
- Курмангазы ул.
- Курмангазы , ул. (КРАСНЫЙ ВОСТОК) ныне Абдильдина ул. с 2017 г.
- Курмангазы , ул. (ДРУЖБА) ныне Гурдэ ул.с 2018 г.
- Курмангазы , ул. (ЧЁРНЫЙ ИШАК) ныне Досболова ул. с 2018 г.
- Курмангазы , ул. (КАЙРАТ) ныне Сабызгынова ул. с 2018 г.
- Курмангалиева, ул. с 1998 г. бывшая Мельничная ул.
- Курманова, ул с 1957 г.
- Курортное С\Ост
- Курская, ул .с 1961 г.
- Куртинская, ул. ныне Жумалиева ул.с 1978 г
- Курчатова, ул. с 1961 г.
- Курчатова ,ул. (2-я ПЯТИЛЕТКА) Акбобекова  ул. с 2018 г.
- Кусайына Улы, ул.
- Кустанайская, ул. с 1955 г.
- Кустоуова, ул. с 2003 г.быв .7-я линия
- Кутузова, ул.
- Куусинена, улица с 1966 г.
- Кыз Жибек, ул.
- Кызыл Жар, ул. с 2001 г. (ДУМАН 1)

## Л
- Лавренёва, ул.с 1961 г.
- Лагманная, ул. с 1958 г.
- Ладожская, ул. с 1955 г.
- Ладушкина, ул. с 1981 г.(КАМЕНСКОЕ ПЛАТО), быв. Глубокая ул. Мирная ул. ныне Алгысова ул. с 2018 г.
- Ладушкина -2 , ул. ныне Курметская ул.
- Ладушкина -3 , ул. ныне Кошеметскова ул.
- Лазарева, ул.с 1959 г.быв. Калинина ул.
- Лазо, ул.
- Лапина, ул.с 2008 г.
- Латвийская, ул.с 1955 г.
- Лебедева, ул. с 1956 г.быв. Набережная ул.
- Леваневского, ул.
- Левитана, ул. с 1957 г.
- Левского, ул. с 1958 г.
- Ленгерская, ул. с 1958 г.
- Ленинабадская, ул. с 1958 г. ныне Гульсары ул. с 2018 г.
- Ленина, проспект, с 1919 г. Соборный пр.
- Ленина , ул. (ДОСТЫК) ныне Акжайнакская ул.с 2018 г.
- Ленина (ЗАРЯ ВОСТОКА) ныне Биянху ул.
- Ленина, ул.(КИРОВ) ныне Бенберина ул.
- Ленина, площадь ныне площадь Астаны; употребляется чаще неофициальное название Старая площадь, по аналогии с Новой.
- Ленинградская, улица
- Ленинская смена, улица с 1957 г.
- Лениногорская, ул.с 1962 г.быв. Ордженикидзе ул.
- Ленского, ул. с 1955 г.
- Леонова, ул.с 1966 г.
- Лермонтова, ул. с 1955 г.
- Лескова, ул.
- Лесная, улица ныне Орманова ул.с 1963 г, быв. Спортивная ул.
- Лесная поляна мкр.
- Летняя, ул.быв.до 1966 г. Зелёная ул. с 2018 г. Самырсынская ул.
- Линии, улицы
- Либкнехта, ул.
- Лиговский, пер.
- Лизунова, ул.с 2003 г.
- Лиманова, ул .с 2005 г.
- Липецкая, улица с 1957 г.
- Лисаковская, ул.(МАЛ.СТАНИЦА) с 1962 г.быв. 1-я Ключевая ул.
- Листа, ул. с 1957 г.
- Лисянского, ул. с 1957 г.
- Литейная, ул. с 1958 г.
- Литовская, ул. с 1955 г.
- Лихачёва, ул (ТАСТАК), с 1956 г.быв. Суворова ул.
- Лобачевского, улица с 1954 г.
- Логовая, ул.
- Лодыгина, ул.с 1957 г.
- Логовая, ул.
- Локомотивная, улица ныне Аймауэтова ул.с 1997 г.
- Ломоносова, ул.
- Луганского, с 1977 г.быв. Винодельческая ул.
- Луговая, ул.(ЦЫГАНСКИЙ ПОС.)
- Луговского, с 1986 г.быв. Чуйская ул.
- Лузина, ул. с 1956 г.
- Лумумбы, ул.с 1962 г.
- Луначарского, улица с 1956 г. ныне Ниязбекова ул.
- Лунная, улица с 1963 г. быв. Амангельды ул.
- Львова, ул.
- Лысенко, ул.
- Люблинская, улица или Любовинская, затем — Софийская. Улица делила Большую станицу на две равные части Софийским бульваром.
- Люксембург, ул. с 1958 г.ныне Кулымбетова ул.с 1998 г.

## М
- Магаданская, ул. с 1957 г.
- Магистральная, ул. (ЦЫГАНСКИЙ ПОС)
- Магнитная, ул. с 1958 г.
- Магнитогорская, ул.с 1996 г. Ногайбаева, ул.
- Мади, ул.
- Мажорова, ул. быв. Тамбовская ул.
- Майекты, ул.с 2008 г. (ШУАКТЫ) перевод -Сычужная ул.
- Майкопская, ул.
- Майлина, ул.(ЗАРЯ ВОСТОКА)
- Майры, ул.(Шанырак)
- Майское утро, ул. с 1957 г.
- Майский пруд, ул.(СПЕЦГОРОДОК)
- Макаренко, ул. с 1954 г.
- Макарова, ул.
- Макатаева, улица с 1986 г.быв. Кульджинская ул.(КАМЕНКА)
- Макатаева , ул.(КАРГАЛИНКА) ныне Калмыкова ул. с 2017 г.
- Макатаева, ул. (КАМЕНКА) ныне Садвокасова ,ул. с 2017 г.
- Макашева, ул.(КАЛКАМАН)
- Максимова, ул.с 1981 г.(ПОРТ АРТУР) быв. Свердлова ул.ныне Абдирова ул.
- Малахова, ул. с 1957 г.
- Малая, ул. (ТАТАРКА)
- Малиновая, ул.(КАРГАЛИНКА)
- Малиновского ул. ныне Иманбаева ул.
- Малова, ул.с 2006 г.
- Маметовой, ул. (КАМЕНКА) ныне Мереке ул. с 2017 г.
- Маметовой , ул. (ДРУЖБА) ныне Тагзымова ул.с 2018 г.
- Маметовой , ул. (ПОРТ АРТУР) ныне Камарова  ул. с 2018 г.
- Мамина Сибиряка, ул. с 1958 г.
- Мамыр мкр.
- Мамышулы, ул. c 1988 г.
- Мамышулы, ул. (КУРАМЫС) ныне Камбара ул. с 2017 г.
- Мамутова, ул с 2003 г.(АЙГЕРИМ 2)
- Манаева, ул. с 1981 г.(ГОРНЫЙ ГИГАНТ), быв. Калинина ул.
- Мангистауская, ул.(КОК ТЮБЕ), быв. Чернышевского ул.
- Мангышлакская, ул с 1958 г.
- Мануильского, ул с 1959 г.
- Маргулана, ул. с 1986 г.
- Марийская, ул. с 1957 г.
- Маркелова, ул. с 1985 г.быв. Чуйская ул.
- Мариупольская, ул.
- Маркова, улица с 1980 г. быв. Кооперативная ул.
- Маркакольская, ул.с 2006 г.(ШАНЫРАК 1)
- Мартехова, ул.с 1961 г.
- Мартынова, ул. с 1956 г.
- Маршака, ул. (ТАСТАК) с 1956 г.быв. 2-я Красноармейская ул.
- Масанчи, ул. быв. Дунганская ул.(ЗАРЯ ВОСТОКА)
- Мате Залки, улица быв. Златоустовская, ул.ныне Утеген батыра ул.
- Матросова, ул.с 1956 г.
- Машана, ул .с 2008 г.
- Машанова, ул. с 2003 г. (ТАУ ГУЛЬ 3)
- Машиностроитель (ДАЧИ)
- Маусым, ул. (ШАНЫРАК 1)
- Маяк мкр.
- Маяковского, ул.
- Медео, ул.
- Медик С\Ост
- Международная, ул. с 1957 г.
- Мелитопольская, ул. с 1958 г.быв. Конторская ул.
- Мельничная, улица ныне Курмангалиева ул.
- Мельникайте, ул. с 1957 г.
- Менделеева, ул. с 1962 г. (МАЛ.СТАНИЦА), быв. Московская ул.
- Мендешева, ул.
- Мендикулова, ул .с 1989 г.
- Менжинского, ул. c 1956 г.
- Меншуткина, ул. с 1957 г.
- Меркулова, ул.
- Меркурова, ул.с 1956 г.
- Метростроевская, ул. с 1957 г.
- Механизатор С\Ост.
- Механическая, ул. с 1958 г.
- Механическая , ул . (1-го МАЯ) с 2018 г. Жадоукова ул.
- Мечникова, улица быв. Лесная ул.ныне Шарипова ул.
- Мещерская, ул. с 1956 г.
- Миасская, ул. с 1955 г.
- Микояна, улица ныне Шокая ул.с 1997 г.
- МинЗдрав С\Ост.
- Минина, ул.
- МинФин С\Ост.
- Минусинская, ул.
- Мира, улица быв. Иссык Кульская ул.
- Мира пер. (1-го МАЯ) с 2018 г. Акжурекская ул.
- Мирас мкр.
- Мирзояна, ул.c 1966 г.быв 1-я линия.
- Мирная, ул.с 1962 г. быв. Магаданская ул.
- Митина, ул.
- Михайловская, улица в советское время — Коннозаводская и Восток-3.
- Михайловская, с 1958 г. быв. Высоковольтная ул.
- Мицкевича, ул.
- Мичуринец (ДАЧИ)
- Мичурина, улица быв .Степная ул.
- Мичурина , ул. (РАХАТ) ныне Музбалақа ул. с 2017 г.
- Многоводная, улица с 1982 г. Орманова ул.
- Могилевская, ул. с 1957 г.
- Можайская, ул .с 1956 г.
- Молдабекова, ул.с 2008 г.быв .Школьная ул.
- Молдавская, ул с 1958 г.
- Молдагалиева, с 2006 г. (ШАНЫРАК 1)
- Молдагуловой, ул с 1956 г. быв Станичная ул. Слабодская ул.
- Молдагуловой, ул.(КАРГАЛИНКА) ныне Сейитбекова ул.с 2017 г.
- Молдагуловой, ул. (КАМЕНКА) ныне Ниязбекова ул. с 2017 г.
- Молдагуловой ,ул. (1-го МАЯ) Каримова ул.
- Молодёжная, ул. с 1955 г.ныне Утемисова.
- Молодёжная ул. (1-го МАЯ)с 2018 г. Жаржарская ул.
- Молодёжная , ул. (2-я ПЯТИЛЕТКА) ныне Салкымского ул. с 2018 г.
- Молодёжная , ул. ныне Алаботова ул. с 2018 г.
- Молодечненская, ул. с 1957 г.
- Молодой садовод (ДАЧИ)
- Момыш Улы, ул. с 1985 г.
- Монгольская, ул.
- Монке би, ул. бывшая Акын Сара ул. (ШАНЫРАК-1) c 1993 г.
- Монтажная, ул. с 1959 г.
- Монтажник (ДАЧИ)
- Монтина, ул .с 1957 г.
- МОПРа, ул.
- Мордовская, ул .с 1957 г.
- Морозова, ул. с 1962 г.(МАЛ.СТАНИЦА), быв. Мичурина ул.
- Мориса Тореза, улица с 1964 г.ныне 15-я Радостовца ул.
- Мосина, ул с 1963 г. быв. 1-я Новая ул.
- Москвина, ул.
- Московская, ул.c 1956 г.(ДРУЖБА) ныне Баршынкетская ул.с 2018 г.
- Мостовая, ул. (КАРАСУ)
- Мостовая , ул. ныне Салуатова ул. с 2018 г.
- Моцарта, ул. с 1957 г.
- Мочалова, ул. с 1956 г.
- МТФ мкр.
- МТФ-3 ,ул. (ДРУЖБА) ныне Аймусина ул.с 2018 г.
- Мукаева, ул .с 2003 г. (АК БУЛАК)
- Муканова, улица .с 1973 г.быв. Строительная ул.-Пограничная-Садовая ул.
- Муканова , ул.(КУРАМЫС) ныне Босторғайская ул.с 2017 г.
- Мукатая, ул. с 1974 г. быв Байзакова ул.
- Мурагера, ул. (ШАНЫРАК)
- Муратбаева, ул быв. Гончарная ул.c 1986 г.
- Мурманская, ул. с 1955 г.
- Мусабаева, ул.с 2008 г. (КАЛКАМАН 2)
- Мусина, ул. с 2003 г. (ТАУ ГУЛЬ 3)
- Мусоргского, ул. с 1956 г.
- Мусрепова, бульварс 1986 г.
- Мусрепова ул. (КРАСНЫЙ ВОСТОК) ныне  Мырзалиева ул. с 2017 г.
- Мустафина, ул. с 1986 г.
- Мустафина, ул. (КАРГАЛИНКА) ныне  Кенесары ул. с 2017 г.
- Муханбета ,ул. (КАМЕНКА) ныне Саке ул. с 2017 г.
- Мухамеджанова, ул.быв.3-я линия.
- Мынбаева, ул.с 1956 г.быв. Гвардейский пер.
- Мырзабекова, ул. с 2006 г. (АЛТЫН БЕСИК)
- Мырзагалиева, ул.с 2003 г. (ТАУ ГУЛЬ 3)
- Мырзагуль Улы, ул с 2003 г.быв .10-я линия.

## Н
- Набережная, ул.с 1981 г.ныне Кожабергенова ул.(ПТИЦЕВОД)
- Набережная ул. (1-го МАЯ) с 2018 г. Кенсуатская ул.
- Набережная , ул. Желманова ул. с 2018 г.
- Навои, ул. с 1974 г. быв. Вишневского ул.
- Нагорная, ул. (СОЛНЕЧНЫЙ)
- Надеждинская, улица затем — Обуховская и Кавалерийская.с 2003 г. Мухамеджанова ул.
- Наманбаева, ул.(КОК ТЮБЕ 2)
- Нальчикская, ул. с 1961 г.
- Наманганская, ул. с 1961 г.
- Нарвская, ул. с 1957 г.
- Нарынкольская, ул.
- Натарова, ул.
- Науметова, ул.быв. Дачная ул.
- Наурыз, ул.с 2006 г.(ШАНЫРАК 1)
- Наурыз, ул. (КАРГАЛИНКА) ныне Арғамақа ул.с 2017 г.
- Наурызбая ,ул.(КАРГАЛИНКА) ныне Қуралайская ул. с 2017 г.
- Наурызбая, ул. (ТАУ ЖОЛЫ) ныне Досмухамедова ул. с 2017 г.
- Наурызбаева , ул. (ГАГАРИНО) ныне Кунаева ул. с 2018 г.
- Нахимова, ул.с 1956 г.
- Невского, ул.
- Некрасова, ул.с 1956 г.(НИЖ.ПЯТИЛЕТКА)
- Немировича Данченко, ул.с 1961 г.
- Нестерова, ул. с 1957 г.
- Неткалиева, ул. с 1956 г.
- Нефтебаза, ул.
- Никитина, ул.
- Николаева, ул. с 1962 г.(МАЛ. СТАНИЦА), быв. Северная ул.
- Николаевская, улица затем — Джетысуйская.с 1957 г.
- Никольской, улица быв. Сормовская.с 1958 г.
- Ниязбекова, ул.с 1997 г.быв. Луначарского.ул.
- Новая, площадь ныне площадь Республики
- Новая,ул. (ОЖЕТ)
- Новая , ул. (КАЙРАТ) нынге Ханшаимова ул. с 2018 г.
- Новгородская, ул .с 1958 г.быв. 1-я Ремесленная ул.
- Новокузненцкая, ул.с 1962 г. быв. 2-я Петрова ул.
- Новосельская, улица с 1962 Бедного, до 1927 Степная, быв. Георгиевская, ныне Колпаковского ул.
- Новочеркасская, улица
- Новый городок, ул (СПЕЦ ГОРОДОК)
- Новый пер. (1-го МАЯ) с 2018 г. Насихатская ул.
- Новосибирская, ул.с 1957 г.
- Новослабодская, ул с 1957 г.
- Новостройка, ул.(ОЖЕТ)
- Новостройка , ул. (Тау Гуль) ныне Тайбурильская ул.с 2018 г.
- Ногайбаева, ул.(КРАСНЫЙ ВОСТОК) ныне 0мирзақова ул.с 2017 г.
- Норильская, ул.с 1962 г.быв. Школьная ул.
- Нугманова, ул.
- Нура, ул.с 2005 г.(ДУМАН 1)
- Нурлыбаева, ул. с 1981 г.(ГОРНЫЙ ГИГАНТ) быв. Панфилова ул.
- Нурмаханова, ул. с 2003 г. (ТАУ ГУЛЬ 3)
- Нурмухамедова, ул. с 2008 г.(КАЛКАМАН 2)
- Нурпеисова, улицаc 1957 г.
- Нурпеисова, ул. с 2008 г.(КАЛКАМАН 2)
- Нусупбекова, ул.
- Ньютона, ул.

## О
- Обозная, ул.
- Обручева, улица с 1957 г. ныне Рыскулбекова ул.
- Обсерватория, ул.
- Обская, ул .с 1966 г.
- Овражная, ул.(НОВАЯ СЛАБОДКА)
- Овражная ,ул. (1-го МАЯ) с 2018 г.Жанботова ул.
- Овражная , ул.ныне  Айдынова ул . с 2018 г.
- Овчарова, улица с 1954 г.ныне Ходжанова ул.с 1995 г.
- Огарёва, ул с 1958 г.
- Огарёва -2 , ул. ныне Седельникова ул. с 2018 г.
- Огиньского, ул. с1963 г.быв. Пионерская ул.
- Огородная, ул.
- Одесская, ул.
- Одоевского, ул с 1957 г.
- Озёрная, ул. с 2018 г. Жарсуатская ул.
- Озтюрка, ул.с 2000 г. быв. Лумумбы ул.
- Окжетпес, ул.(ШАНЫРАК)
- Октябрьская, улица 19 Февраля Балхашская ул.ныне Айтеке Би ул.
- Октябрьская, ул.(ЗАРЯ ВОСТОКА) ныне Цунвазо ул.с 2000 г.
- Олжабай батыра. ул.(ОЖЕТ)
- Олимпийская, ул. с 1981 г.(КАМЕНСКОЕ ПЛАТО) быв. Луганского ул.
- Омарова, ул.
- Омская, ул.
- Ондасынова, ул.с 2003 г.
- Онежская, ул.с 1955 г.
- Оралтая (ОЖЕТ)
- Орбулак, ул. с 1994 г.(ШАНЫРАК 1)
- Ордженикидзе ул.с 1956 г. ныне Ногайбаева ул.
- Оренбургская, ул.
- Орбита мкр.
- Оркена, ул .с 2006 г. (ШАНЫРАК 2)
- Орловская ул.с 1955 г.
- Осенняя, ул.с 1963 г.быв. Восточная ул.
- Осетинская, ул.
- Осипенко, ул.
- Осавиахима, ул.
- Островского, ул.
- Остроградского, ул с 1956 г.
- Остроумова, ул.с 1958 г.
- Остроухова, ул.с 1958 г
- Отейбодака, ул с 2003 г.(АК БУЛАК)
- Отрарская, ул .с 1986 г. быв. 2-я Курчатова ул.
- Охотская, улицас 1958 г.
- Офицерская, улица до 1927 г .затем — Алматинская и Транспортная.с 1984 г. Нусупбекова ул.

## П
- Павленко, ул.с 1956 г.
- Павлова, ул.
- Павлодарская, ул с 1955 г.(ТАЙВАНЬ)
- Паклиевского, ул. быв. Гагарина (Дружба)
- Палладина, ул.с 1957 г.
- Памирская, ул. с 1957 г.
- Панфилова,ул. бывшая Казарменная ул.
- Панфилова мкр.быв. Табаксовхоз.
- Папанина, ул.c 1956 г.
- Парашютная, ул.
- Парижской коммуны, ул.с 1956 г. ныне Монтакаева ул. с 2018 г.
- Паримбетова, (ТАУ ГУЛЬ 3)
- Парковая, ул.ныне Нур Элем ул. с 2017 г.
- Парковая , ул.(1-го МАЯ) с 2018 г. Карткожина ул.
- Парниковая, ул.
- Партизанская, ул.ныне Игишева ул.
- Пархоменко, ул.
- Пастера, улица быв. Кульджинская ул.
- Патриса Лумумбы, улица ныне Озтурка ул.
- Пензенская, ул.
- Пенсионер С\Ост.
- Первомайка мкр. ныне (КЭМЕЛ) с 2018 г.
- Первомайская, ул. с 2018 г. Жанетты ул.
- Первомайская , ул. ныне Муканова ул. с 2018 г.
- Первомайская нефтебаза, ул.
- Переходько, ул. с 2003 г.(АК БУЛАК)
- Переяславская, ул. с 1957 г.
- Перова, ул.
- Перронная, ул. ныне  Балкадишева ул. с 2018 г.
- Пестковского, ул. с 1987 г. быв. Андреевская ул.
- Песчанная, ул.с 1955 г.быв. Сурикова ул. ныне Саксаульная ул. с 2018 г.
- Петрова, улица
- Петровского, ул.
- Петрозаводская, ул.с 1958 г.
- Петропавловская, ул.
- Печорская, ул с 1955 г.
- Пика, ул.с 1961 г.
- Пионерская, улица ныне Майбороды ул. с 1993 г.
- Пионерская , ул. (ДРУЖБА) ныне Илтипатская ул.с 2018 г.
- Пирогова, ул.с 1956 г.
- Писарева, ул.
- Плещеева, ул.
- Плодовая, ул.ныне ул.Қоянды с 2017 г.
- ПМК 610,ул.(МАМЫР)
- ПМК-610, ул. (Тау Гуль) ныне Коржинского ул.с 2018 г.
- ПМК 28 ,ул. (КАЛКАМАН)
- Победы ,ул. с 2018 г. Нурмаханова ул.
- ПодСнежник С\Ост.
- Победы, ул с 1966 г.(КАРА СУ)
- Победы ,ул. (2-я ПЯТИЛЕТКА) ныне Айкапа ул. с 2018 г.
- Погодина, с 1962 г. (МАЛ.СТАНИЦА) быв. Колхозная ул.
- Пограничная, ул.
- Подвойского, ул. с 1961 г.
- Подгорная, улица ныне Кастеева ул.с 1975 г.
- Подгорный пер. , ныне Жорготаева ул. с 2018 г.
- Поддубного, ул. с 1962 г.быв .Турксибская ул.
- Пожарского, ул.
- Покровская, ул с 1963 г.
- Покровская пл. ныне Покровский сквер.
- Покрышкина, ул.
- Полевая, ул.(ЧЁРНЫЙ ИШАК)
- Полежаева, ул.с 1958 г.быв. 2-я Ремесленная ул.
- Полежаева пер. с 2018 г. Торетайская ул.
- Поленова, ул. с 1958 г.
- Полесская, ул. с 1958 г.
- Полетаева, ул (МАЛ.СТАНИЦА)с 1962 г.быв. Будёновская ул.
- Полиграфист (ДАЧИ)
- Ползунова, ул.с 1957 г.
- Поликарпова, ул.
- Политехническая, ул. Быв. Валиханова (мк-он Керемет)
- Полтавская, ул.(МАЛ.СТАНИЦА) с 1962 г.быв. 2-я Бригадная ул.
- Полярная ул.
- Померанцева ул.
- Помяловского, ул.с 1958 г. быв. 2-я Стахановская ул.
- Попова, ул. с 1955 г.
- Поповича, ул. (МАЛ .СТАНИЦА)с 1962 г.быв. Заводская ул.
- Порт-Артура, улица быв. Целиноградская ул.
- Порт Артура, ул .ныне Садвокасова ул.(ДРУЖБА) с 1997 г.
- Постышева, ул. с 1966 г.(ПЕРВОМАЙКА)
- Потёмкина, ул. с 1956 г. (ТАСТАК) быв. 1-я Суворова ул.
- Почтовая, ул.
- Правды, улица с 1962 г.ныне Алтынсарина ул.
- Пресненская, ул .с 1956 г.
- Пржевальского, ул. с 1956 г.
- Пригородный мкр. ныне Киров (АЙГЕРИМ)
- Пригородная, улица
- Пригородная , ул. (ДРУЖБА) ныне Рабата ул.с 2018 г.
- Пригородная , ул. (Тау Гуль) ныне Аманжолова ул.с 2018 г.
- Приканальная, ул.
- Приозёрная, ул.с 1958 г.
- Природа (ДАЧИ)
- Пришвина, ул.с 1958 г.
- Проездная, ул.(ПТИЦЕВОД)
- Проектировщик С\Ост.
- Проектируемая, ул.(БОГАНАШИЛ)
- Производственная, ул.
- Пролетарская, улица быв .Первогильдийская ул.
- Промзона, ул. (ПЕРВОМАЙКА)
- Промышленная, ул.с 1958 г.быв. 2-я Узбекская ул. с 2018 г. Аргамакская ул.
- Просвещенец (ДАЧИ)
- Профилакторная, ул.(ТАУ ГУЛЬ)
- Прянишникова, ул.с 1956 г.
- Псковская, ул.
- Пугачёва, ул.с 1956 г.
- Пушкина, ул.с 1899 г.быв. Узун Агаченский бульвар.
- Пушкина , ул. (1-го МАЯ) с 2018 г. Майдаконырова ул.
- Пчеловодная, улица
- Пятигорская, ул.
- Пятницкого, ул с 1957 г.

## Р
- Рабочая, ул. с 1957 г.
- Рабочий пос. быв. Хрущёвский пос.
- Радищева, ул.с 2956 г.
- Радлова, ул. с 1981 г.быв. Калининаул.
- Радуга (ДАЧИ)
- Радус Зеньковича, ул.
- Раимбека, проспект быв. пр. 50-летия Октября, улица Ташкентская, Ташкентская аллея.с 1967 г.
- Раимбека , ул.(КАРГАЛИНКА) ныне Каусары ул. с 2017 г.
- Раимбека , ул. (НАУРЫЗ) ныне Сабденова ул. с 2017 г.
- Раимбека, ул. (КАМЕНКА) ныне Айтматова ул. с 2017 г.
- Раимбека , ул. (ГАГАРИНО) ныне Кокборова ул. с 2018 г.
- Разина, ул.
- Разъездная, ул.(ТАТАРКА)
- Рахимова, ул. с 2006 г.(ШАНЫРАК 2)
- Рахманинова, ул.(ТАСТАК) с 1956 г.быв .2-я Фрунзе ул.
- Революционная, ул.
- Резвых, ул. с 1986 г.быв. Майлина ул.
- Резерв, ул.
- Ремизовка (ДАЧИ)
- Ремизовка мкр. ныне (АСКАР ТАУ) с 2018 г.
- Репина, ул.
- Республики, площадь быв. новая площадь. быв. пл. Брежнева
- Речная, улица ныне Карамысова ул.с 1995 г.
- Речка Казачка, ул.с 1962 г.
- Риддерская, ул.
- Рижская, ул.с 1956 г.
- Римова, ул.с 2003 г. (ТАУ ГУЛЬ 3)
- Римского Корсакова, ул.
- Рипинский, ул.с 2008 г. (КАЛКАМАН 2)
- Ровенская, улица с 1957 г.,быв .Заломова ул.с 1997 г. ныне Кожабекова ул.
- Родионова, ул. с 1957 г.
- Родник С\ост.
- Родниковая, ул.
- Розовая, улица с 1966 г.ныне Ратушного ул.с 1997 г.
- Розы Люксембург, улица
- Розыбакиева, улица с 1962 г.быв. 17 -ая линия.
- Розыбакиева, ул.(КАРГАЛИНКА) ныне Еренова ул. с 2017 г.
- Рокотова, ул. с 1958 г.
- Росси, ул. с 1956 г.
- Ростовская, ул.
- Рубинштейна, ул.
- Рубцовская, ул. с 1956 г.(МАЛ.СТАНИЦА) быв.2-я Киевская ул.
- Рудаки, ул. с 1963 г. быв. Кирова ул.
- Рудзутака, ул. с 1962 г.
- Рудная, ул. с 1961 г.
- Руднева, улица с 1956 г.ныне Брусиловского ул.
- Румянцева, ул. с 1956 г.
- Руставели, ул.с 1991 г.
- Рустемова, с 2003 г.(АК БУЛАК)
- Рыбинская, ул с 1955 г.
- Рыскулбекова , ул. (КАРГАЛИНКА) ныне Рауана ул. с 2017 г.
- Рыскулова, ул. быв.Скотопрогонная,Москвина,Третьякова.
- Рыскулова, ул.(Каргалинка) ныне Ер Қосая батыра ул. с 2017 г.
- Рыскулова , ул. (КАЙРАТ) Жаямусаева ул. с 2018 г.
- Рымжанова, ул.с 2008 г.(КАЛКАМАН 2)
- Рязанская, ул.

## С
- Саврасова, ул. с 1962 г.(МАЛ.СТАНИЦА) быв. Гоголя ул.
- Садвокасова, ул.(ДРУЖБА)
- Сагатова, ул.с 2008 г.
- Сад (ДАЧИ)
- Садовая, улица затем — Пригородная.
- Садовая, ул. (1-го МАЯ) с 2018 г. Акбобекова ул.
- Садовая, ул. ныне Косалкова ул. с 2018 г.
- Садовая, ул .(2-я ПЯТИЛЕТКА) ныне Кимешекская ул. с 2018 г.
- Садовникова, ул. с 1959 г.
- Садоводческая, ул.
- Садовод (ДАЧИ)
- Садовского, ул. с 1961 г.
- Садовый бул. (МАМЫР)
- Сазоновская, ул. с 1962 г.
- Саина, проспект с 1964, быв. Западное кольцо.
- Саина мал.,ул. с 2003 г., ныне Айриха ул.
- Сайран мкр.
- Сайранская, ул. (ВОСТОК 3)
- Сакэ батыра, ул. (КАЛКАМАН)
- Сакко и Ванцетти, ул.с 1957 г.
- Салтыкова Щедрина, ул с 1956 г.
- Самади, ул.с 2003 г. (АК БУЛАК)
- Самал мкр.
- Самал ул. (КРАСНЫЙ ВОСТОК) Белибаева ул. с 2017 г.
- Самал, ул. (ШУГЛА) ныне Нурлы Тау ул. с 2017 г.
- Самаркандская, ул. с 1957 г.
- Самрук с 2017 г. быв. 4-я улица
- Санаторная, ул. (БОГАНАШИЛ)
- Сантехник С\Ост.
- Саранская, ул. с 1957 г.
- Саратовская, ул.
- Сарбайская, ул. (МАЛ.СТАНИЦА) с 1962 г.быв. Смоленская ул.
- Сарсенбаева, ул.
- Сарыагашская, ул с 1966 г.
- Сары Арка, ул. с 2001 г. (ДУМАН 1)
- Сарыбай батыра, ул. (КАЛКАМАН)
- Сарымулдаева, ул. с 1974 г.
- Сары Су, ул. с 2006 г.(ШАНЫРАК 1)
- Сары Тогай, ул.с 2003 г. (АК БУЛАК)
- Сатай богатыря, ул.(КАЛКАМАН)
- Сатпаева, улица с 1964 г.быв. Университетская ул.
- Сатпаева, ул.(КАРГАЛИНКА) ныне Ажарлинская ул. с 2017 г.
- Сатпаева, ул. (КУРАМЫС) ныне Сейдимбекова ул. с 3017 г.
- Сатпаева, ул. (ГАГАРИНО) ныне Акбидайская ул. с 2018 г.
- Саттарова, ул. с 1981 г.быв. Вулканная ул.
- Саттырханова, ул. с 2003 г.быв.11-я линия.(ТАУГУЛЬ 3))
- Сахалинская, ул. с 1957 г.
- Сахариева, ул. с 1981 г.быв. Красногвардейская ул.
- Сауронбаева, ул. с 2003 г. (ТАУ ГУЛЬ 3)
- Саурык батыра, ул.(КАЛКАМАН)
- Саяжай, ул.
- Саялы мкр.
- Саялы, ул. 2008 г.(ШУАКТЫ)
- Саянская, ул с 1955 г.
- Свежесть (ДАЧИ)
- Свердлова, ул.
- Свердлова , ул. (ДРУЖБА) ныне Достана ул.с 2018 г.
- Свинцовозаводская, ул. с 1980 г., ныне Косаева ул.
- Свирская, ул. с 1957 г.
- Свободная, ул.
- Связист. (ДАЧИ)
- Сегизиншы, ул.
- Севанская, улица с 1957 г., ныне Бокеева ул.с 1997 г.
- Севастопольская, ул.с 1956 г.
- Северная, улица ныне Болтерик Шешена с 1996 г
- Северное кольцо, ул .с 1963 г.
- Сейдилдо, ул.(КАМЕНКА)
- Сейитбекова, ул. с 2017 г. быв. Молдагуловой ул. (Кооптехникум)
- Седова, улица быв. Церковная ул.
- Сейфуллина, проспект с 1962 г, быв Сартовская ул.
- Сейфулина, ул.(КАРГАЛИНКА) ныне Татимова ул.
- Сейфулина, ул.(КАМЕНКА) ныне Шонан Улы ул. с 2017 г.
- Сейфулина, ул. (КАЙРАТ) ныне Бельбулакская ул. с 2018 г.
- Сеитжанова, ул.с 2003 г.(ТАУ ГУЛЬ 3)
- Сеитова, ул. с 2003 г.(ТАУ ГУЛЬ 3)
- Сеитова, ул. с 2008 г.(КАЛКАМАН 2)
- Сейтметов, ул . с 2008 г.
- Сельская, ул. с 1963 г.быв. Мельничная ул.
- Сельскохозяйственная, с 1957 г. быв. Переяславская ул.
- СельхозРаботник С\Ост.
- Семипалатинская, улица ныне Табаякова ул. с 1999 г.
- Семиреченская, ул. с 1957 г.
- Семятовой, ул. с 1981 г. быв. Пехотная ул.
- Сенгирбаева, ул .с 1957 г.
- Серафимовича, ул.
- Сервантеса, ул. с 1957 г.
- Серёгина, ул. (ДРУЖБА)
- Серкебаева, пр.
- Серова, ул.
- Серпуховская, ул. с 1957 г.
- Сеченова, ул. с 1957 г.
- Сивашская, ул. с 1961 г.
- Семфиропольская, ул. с 1957 г.
- Сибирская ул. ныне Куратова ул.
- Симашко, ул. с 2008 г.(КАЛКАМАН 2)
- Сиреневая, ул. с 1966 г
- Синхай, ул. с 1999 г.
- Скотоводческая, ул.
- Скотопрогонная, ул., ныне Рыскулова пр.с 1974 г. +Москвина,+Третьякова ул.
- Скрябина, ул с 1956 г.
- Сланова, ул. с 2008 г. (КАЛКАМАН 2)
- Слободская, улица быв. Станичная ул., ныне Молдагуловой ул.
- Словацкого, ул. с 1958 г. быв. Октябрьская ул.
- Смайлова, ул. с 2008 г.(КАЛКАМАН 2)
- Смирнова, ул с 1957 г.
- Смоленская, ул. с 1962 г., ныне (Сарыбаева ул.) Сарбайская ул.
- Смольная, ул. с 1957 г.
- Снайперский пер.
- Снегина, ул. с 2003 г.
- Собинова, ул. с 1961 г.
- Соболева с 1974 г.
- Совет (ДАЧИ)
- Советская, улица быв. Губернаторская ул.с 1992 г. ныне Казыбек Би ул.
- Советской Конституции, улица ныне Бекмахана ул.
- Совхозная ул.
- Сокольского, ул.с 1927 г
- Солдатская, ул.с 1994 г. Мауленова, быв. Интернациональная ул.
- Солнечная ул. с 1957 г. быв Садовая
- Солнечная , ул. (1-го МАЯ) с 2018 г.Казанатова ул.
- Солнечный мкр. ныне (САМГАУ) с 2018 г.
- Солнечный пер.
- Солодовникова, ул.с 1956 г.
- Сорбулакский тракт. с 2017 г.
- Сормовская, улица с 1957 г.ныне Никольской ул.
- Сортировочная, ул.
- Сосновая, ул. с 1966 г.ныне  Шилдехана  ул. с 2018 г.
- Сосновая, ул. ныне Шоктасова ул. с 2018 г.
- Социалистическая, ул.(ЗАРЯ ВОСТОКА)
- Софийская, улица позднее — Тургенская. с 2003 г. Мухамеджанова ул.
- Софьи Ковалевской, улица ныне Тлендиева ул.
- Спартака, ул. с 1956 г.
- Спасская, ул.
- Спатаева, ул. с 1957 г.
- Спортивная, улица ныне Сауронбекова ул. с 1997 г.
- СпецГородок мкр. быв. Военный Городок.
- Спутник (ДАЧИ)
- Средняя, ул.
- Стадионная, ул. с 1956 г.
- Стадничука, улица
- Стальского, ул.
- Станиславского, улица с 1956 г.
- Станкевича, ул. с 1956 г.
- Станционная, ул.
- Старокладбищенская, улица ныне Аблай хана ул.
- Староэлеваторская, ул.
- Стасова, ул. с 1958 г.
- Стахановская, ул. Батыра
- Степная, улица затем — Георгиевская, Демьяна Бедного, Новосельская.с 2 000 г.ныне Колпаковского ул.
- Степная, ул. (1-го МАЯ) с 2018 г.Бидаикова ул.
- Столетова, ул. с 1956 г.
- Столичная, ул. (ИЯФ)
- Стрелецкая, ул. с 1957 г.
- Строительная, ул. (СОЛНЕЧНЫЙ)
- Строительный техникум С\Ост.
- Строительная, ул. (1-го МАЯ) с 2018 г. Жаломанская ул.
- Студенческая, ул. с 1969 г. ныне Кима ул.
- Суворова ул.c 1956 г.
- Сулейманова, ул. с 2003 г.(АК БУЛАК)
- Сулейменова, ул. с 2003 г.(ТАУ ГУЛЬ 3)
- Султана Бейбарса, ул. с 2003 г.
- Сулутора, ул. с 2005 г. (АЙГЕРИМ 2)
- Сумская, ул. с 1955 г.
- Суонио, ул. с 1987 г.быв. Туруханская ул.
- Сурикова, ул. с 1958 г.
- Суранши батыра, ул.(ШУГЛА)
- Суранши, ул. (ЮБИЛЕЙНЫЙ) ныне Койгильдыева ул. с 2018 г.
- Суртибаева, ул. (ТАУГУЛЬ 3)
- Сусанина, ул. с 1957 г.
- Сухамбаева, ул. с 1957 г.
- Сухэ Батыра, ул. с 1961 г.(АДК)
- Суюнбая, проспект с 1987 г.быв. Красногвардейский тракт, или Капальский тракт, до 1919 г.
- Суюнбая, ул.(КАМЕНКА) ныне Жигера ул. с 2017 г.
- Суюнбая, ул. (ВОСХОД) ныне Домбры ул. с 2018 г.
- Сызганова, ул. с 1981 г.(ГОРНЫЙ ГИГАНТ) быв. Гагарина ул.
- Сыздыкова, ул. с 2003 г.(АК БУЛАК) быв. 2-я Новая ул.
- Сыргабекова, ул. (БОГАНАШИЛ)
- Сырдарьинская, ул. с 1962 г.(МАЛ.СТАНИЦА) быв. Талды-Курганская ул.
- Сыпытаева, ул. с 2008 г. (КАЛКАМАН)

## Т
- Табачнозаводская, ул. с 1956 г.
- Табигатова ул. с 2018 г.
- Тагисова, ул.с 2008 г.(КАЛКАМАН 2)
- Таджикская, ул. с 1957 г.
- Тажбенова, ул. с 1978 г. быв. Косая ул.
- Тажибаева, ул.с 2008 г.
- Тажибаева, ул. с 2003 г.(ТАУ ГУЛЬ 3)
- Тажибаева, ул. с 1999 г.
- Тажибаева, ул.с 1957 г.
- Таирова, ул.с 1981 г. быв. Ключевая ул.
- Тайжанова, ул. с 2008 г.(КАЛКАМАН 2)
- Таймыркская, ул. с 1955 г.
- Тайторы богатыря, ул.(КАЛКАМАН 2)
- Тайшетская, ул. с 1955 г.
- Талалихина, ул. с 1957 г.
- Таласская, ул с 1962 г.быв. Черняховского ул.
- Талгарский тракт
- Талгарская, улица ныне Каирбекова ул. с 1997 г.
- Талды Курганская, ул. с 1957 г.
- Таллинская, ул. с 1956 г.
- Талжанова, ул. с 2008 г.(КАЛКАМАН 2)
- ТАН О\ст.
- Танкерийская, ул.
- Тарасова, ул. (КРАСНЫЙ ВОСТОК) быв. Садовая ул.
- Тарбагатайская, ул. с 2001 г.быв. 12 -ая линия.(ДУМАН)
- Тастак мкр.
- Тастакская, ул.с 1956 г.
- Татарская, ул.
- Таттимбета, ул с 1981 г.быв. Горная ул.+Винодельческая ул.
- Татимбета ,ул.(Красный Восток) ныне Ер Тостыковская ул .с 2017 г.
- Татимбета , ул. (КАЙРАТ) ныне Коремдикова ул. с 2018 г.
- Татибекова, улицас 1975 г.быв. Шоссейная ул.
- Ташкентская , ул .(Дружба) ныне Сейхунова ул.с 2018 г.
- Таштитова, ул.с 1979 г. быв. Перекопская ул.
- Таугуль мкр. быв. СМУ 15
- Тауке , ул.(ГАГАРИНО) ныне Улыдальская ул. с 2018 г.
- Тау Самал, ул.(БОГАНАШИЛ)
- Тбилисская, ул.с 1955 г.быв. Гайдара ул.
- Текелийская, ул с 1957 г.
- Текстильная, ул. ныне Кабдолова ул.с 1977 г. Рудольфа Маречека.
- Телконура, ул. с 2008 г. (КУРЫЛЫСШИ)
- Тельмана, ул.ныне Нурсая ул.с 2017 г.
- Темиртауская, ул с 1962 г.
- Тепличный мкр. ныне (КУАНЫШ) с 2018 г.
- Тепличная, ул. (КИРОВ)(ХозУ УпрДор 36)
- Тепличная ул. (Таугуль) ныне  Коныратовская ул.с 2018 г.
- Теректы, ул .с 2008 г.(ШУАКТЫ)
- Теректы ,ул. (КРАСНЫЙ ВОСТОК) ныне Мыңжылқи ул. с 2017 г.
- Терёхина, ул. с 1982 г. быв. Извилистая ул.
- Терешковой, ул. с 1966 г.
- Терренкур, ул.длина 5 км.
- Тесленко, улицас 1966 г.ныне Жумабаева ул. с 1993 г.
- (ТЕХНИКУМ СВЯЗИ) пос.
- Тимирязева, ул.с 1956 г.
- Тимирязева ,ул. (РАХАТ) ныне Шағала ул. с 2017 г.
- Тимофеева, ул. с 1986 г.быв.2-я Курчатова ул.
- Титова, ул. с 1962 г.(МАЛ.СТАНИЦА), быв. Папанина ул.
- Тихая, ул с 1955 г.
- Тихова, ул. с 1963 г.быв. Щорса ул.
- Тишканбаева, ул. с 1981 г.(КАМЕНСКОЕ ПЛАТО), быв. Транспортная ул.
- Тлендиева, улица (бывшая ул. Софьи Ковалевской)
- Тлендиева , ул. (КАЙРАТ) ныне Гульдары ул. с 2018 г.
- Тойгоры, ул.(КАЛКАМАН)
- Тойшибека, ул.с 2006 г.(ШАНЫРАК 2)
- Тобольская, ул.
- Токмакская, ул.быв. Кузнечная ул.
- Токатаева (ОЖЕТ)
- Тохтабаева, ул.
- Тохтарова, ул.(ТАУ ГУЛЬ 3)
- Токпанова, ул. с 2006 г.(АЛТЫН БЕСИК)
- Токтогула, ул. с 1963 г.быв. Абая ул.
- Толе би, улица (быв. ул. Гимназическая, Комсомольская)
- Толе Би, ул. (РАХАТ) ныне Бердибаева ул. с 2017 г.
- Толе Би, ул. (КАМЕНКА) ныне Ақ Бота ул. с 2017 г.
- Толе Би ,ул. (КАЙРАТ) ныне Коктасова ул. с 2018 г.
- Толоконникова, ул
- Толстого Льва, улица ул. до 1941 г. Комсомольская ул.
- Толстого , ул. (ДРУЖБА) ныне Камергерская ул.с 2018 г.
- Томанова, ул. (АК БУЛАК)
- Томская, ул.
- Тоныкока, ул.с 2006 г.(ШАНЫРАК А)
- Тополёвая, ул. ныне
- Тополевская, ул с 1957 г.быв. Молотова ул.ныне Бартольда ул
- Тополинная, ул. (КИРОВО)
- Топоркова, ул. с 1981 г.(ПОРТ АРТУР)быв .Амангельды ул.
- Топчиева, ул.с 1962 г.быв. Восточная ул.
- Торайгырова , ул. (КАРГАЛИНКА) ныне Байғазы ул. с 2017 г.
- Торговая, улица ул.Горького (ныне ул. Жибек-Жолы).
- Торговый пер. (КАРАСУ)
- Торфорезов, ул.
- Тохтарова, ул.с 1965 г.(НИЖ.КИРОВ)
- Трамвайный, пер. ныне Басенова ул.
- Трамплинная, ул. с 1974 г.
- Тренёва, ул.с 1958 г.быв. Заречная ул.
- Тропинина, ул.с 1957 г.
- Трофимова, ул. с 1981 г(ПОРТ АРТУР) быв. Пионерская ул.
- Труд (ДАЧИ) быв Красный.
- Трудовик, улица
- Трудовая, ул.ныне Туркебаева ул.(ТАСТАК)
- Тувинская, ул. с 1955 г.
- Тузова, ул. с 1978 г.быв. Сазная ул.
- Туймебаева, с 2005 г. (КАЛКАМАН 2)
- Тукая, ул.с 1962 г.быв. Комсомольская ул.
- Тулпар мкр.
- Тульская, ул.
- Тумар.,ул.с 2008 г.(СТРОИТЕЛЬНЫЙ)
- Тунтубаева, ул.с 1957 г.
- Тургайская, ул. с 1958 г.
- Тургенева, ул. с 1957 г.
- Тургенская, ул. до 1927 г. Софийская,Надеждинская ул.
- Тургут Озала, улица нынешнее Баумана, быв. Сталина ул.
- Турдекулова, ул.с 2003 г. (ТАУ ГУЛЬ 3)
- Туринская, ул. с 1955 г.
- Туристская, ул. с 1961 г.
- Туркебаева, ул.(ТАСТАК)с 1978 г.быв. 1-я Красноармейская ул.до 1978 г. Трудовая ул.
- Туркестан мкр.
- Туркестанская, ул. с 1958 г.
- Туркестанская , ул. (КАРГАЛИНКА) ныне Мусина ул.с 2017 г.
- Туркменская, ул.(ДРУЖБА)
- ТуркСиб (ДАЧИ)
- Турксибская, ул.
- Туруханская, ул.ныне Суонио ул.с 1987 г.
- Тынышбаева, ул.
- Тюленина, ул.
- Тюлькубасская, ул.с 1955 г.
- Тюмебаева, ул.(АЙГЕРИМ 2)
- Тюменская, ул.с 1955 г.
- Тянь Шаньская, ул.с 1956 г.

## У
- Угольная, ул.
- Ударная, ул.
- Удмуртская, ул. с 1957 г.
- Ужгородская, ул. с 1958 г.
- Ожет мкр.
- Узун Агачская, ул. с 1963 г.
- Уйгурская, ул.с 1966 г.ныне Байтурсынова, ул.
- Уйгурская ,ул. ныне Кайрата ,ул. с 2018 г.
- Уйгурская , ул. (ДРУЖБА) ныне Карахайская ул.с 2018 г.
- Узун-Агачский, бульвар позже улица Бульварная, с 1899 Пушкинская
- Украинская, ул.
- Улар (ДАЧИ)
- Улжан мкр.
- Улпан, ул.(ШАНЫРАК 1)
- Уланская ,ул.(КРАСНЫЙ ВОСТОК) ныне Лашинская ул. с 2017 г.
- Ульяновская, ул.
- Улытау, ул. с 2005 г.(ДУМАН 1)
- Улугбека, проспект быв. ул. Домостроительная
- Умова, ул. с 1958 г.
- Университетская, улица с 1974 г.быв. 2-я Весновская ул.
- Университетская ул. с 1997 г. ныне Шашкина ул.
- Уразбаевой, ул. (МАЛ. СТАНИЦА) с 1962 г.быв. Некрасова ул.
- Уральская, ул. с 1955 г.
- Урицкого, ул.c 1956 г .
- Уркер, ул с 2005 г.(АЙГЕРИМ 2)
- Усачёва, ул. с 1957 г.
- Усенова, ул.с 2008 г.(КАЛКАМАН 2)
- Успенского, ул. с 1956 г.до 1992 г .Молдакулова ул.
- Уссурийская, ул.
- Усть Каменогорская, ул. с 1957 г.
- Утемисова, улица с 1962 г.быв. Озёрная ул.
- Утемисова, ул. с 1994 г.быв 1-я линия.
- Утемисова ,ул. (МАЯК) ныне Сериктасова ул. с 2018 г.
- Утёпова, ул. с 1974 г.
- Уфимская, ул.(ТАТАРКА)
- Ухтомского, ул .с 1957 г.
- Учительская, ул.
- Ушакова, улица (ТАСТАК) с 1956 г. быв. Алма-Атинская ул. ныне Прокофьева ул.
- Уштобинская, ул. с 1962 г.
- Уябаева, ул.(ЗАРЯ ВОСТОКА)

## Ф
- Фаворского, ул. с 1956 г.
- Фадеева, ул. с 1957 г.
- Факельная, ул.с 1957 .г.
- Февральская, ул. с 1966 г.
- Федеративная, ул. с 1958 г. Ержанова ул. с 2000 г.
- Фёдорова, ул. с 1956 г.
- Федосеева, ул.с 1958 г. быв. Высоковольтная уд.
- Федченко, ул. с 1958 г.
- Феоктистова, ул .с 1966 г.
- Ферганская, ул.
- Фестивальная, улица с 1957 г.ныне Токтабаева ул.с 1997 г.
- Физкультурная, ул.
- Физули, ул. быв. 23-го ПартСъезда ул.,быв. Коммунистическая ул.с 1996 г.
- Филатова, ул.с 1956 г.
- Фиобаева, ул.с 1957 г
- Флотская, ул.
- Фонвизина, ул.c 1956 г.
- Фотиевой, ул. с 1958 г. быв. 2-я Коммунальная ул.
- Франко, ул. с 1958 г.
- Фрунзе, улица с 1980 г.ныне Торайгырова ул .с 1993 г.
- Фрунзе , ул. (ДРУЖБА) ныне Манаса ул.с 2018 г.
- Фурката, ул. с 1958 г.
- Фурманова, улица быв .Лепсинская ул.с 1956 г.ныне Назарбаева с 2017 г.
- Фучика, ул.с 1963 г.быв. Больничная ул.до 1958 г .Фурманова ул.

## Х
- Хабаровская, ул. с 1955 г.
- Хаджи Мукана, улица с 1981 г.быв Алма-Атинская ул.
- Хаджи Мукана, ул. (КАМЕНКА) ныне Сагдиева ул. с 2017 г.
- Хакасская, ул. с 1955 г.
- Хакимжанова, ул.с 2008 г.(АЛТЫН АЛАШ)
- Халида, ул.
- Халиуллина, улица (МАЛ.СТАНИЦА) с 1962 г. быв. Шевченко ул.
- Халтурина, ул.
- Хамиди, ул. с 1985 г. быв. Саркандская ул.до 1927 г. Ильинская ул.
- Хамраева, ул (КОЛХОЗШИ)
- Хантаниди, ул.(ДУМАН 1)
- Хан Тенгри мкр.
- Хан Тенгри, ул. с 2001 г.(ДУМАН 1)
- Харьковская, ул.
- Херсонская, ул.с 1957 г.
- Хетагурова, ул. с 1963 г.быв. Калинина ул.
- Хлебная, улица ныне Байтасова, ул.
- Хмелёва, ул.(ПОРТ АРТУР) с 1981 г.быв. Чкалова ул.
- Хмельницкого, ул.
- Хоргоский тракт, с 2017 (часть дороги Китай -Европа)
- Хорезмская, ул. с 1957 г.
- Хоружей, ул. (ТАТАРКА)с 1976 г.быв. Восточная ул.
- Хусаинова, ул.с 1978 г.

## Ц
- Цандера, ул. с 1958 г.
- Цветочная, улица с 1986 г.ныне Серикова с 1993 г.
- Цветущий С\Ост.
- Целинная, ул. с 1955 г.
- Центральная , ул. (Тау Гуль) ныне Ыкыласа ул.с 2018 г.
- Центральная , ул. (1-го МАЯ) с 2018 г.Кудайбаева ул.
- Церковная, ул. ныне Торекулова ул.с 1997 г.быв. Седова ул.
- Цеткин, ул.c 1956 г.
- Цимлянская, ул. с 1955 г.
- улица Циолковского (район Тастака) с 1956 г.
- Цулукидзе, ул.

## Ч
- Чаадаева, ул.с 1958 г.
- Чайкиной, ул.
- Чайковского, улица с 1941 г. быв. Каскеленская ул.
- Чапаева, улица ныне Манаса с 1995 г.
- Чаплина, ул. с 1962 г.быв. Овражная ул.
- Чаплыгина, ул. с 1956 г.
- Чафанькин, пер.
- Чебоксарская, ул. с 1957 г.
- Чекалина, ул. (МАЛ .СТАНИЦА)с 1962 г.быв. Пушкина пер.
- Челюскина, ул.
- Челябинская, ул .с 1957 г.
- Чемолганская, ул. с 1961 г.
- Черёмушки, ул (КАРАСУ)
- Черемховская, ул. с 1957 г.
- Черепанова, ул. с 1957 г.
- Черкасская, ул. с 1957 г.
- Черкасской Обороны, улица, с 1965 г. быв. Крепостная ул.до 1927 Бахтинская ул.
- Черниговская, ул с 1957 г.
- Чернова, ул. с 1956 г.
- Черновицкая, ул. с 1958 г. быв. 2-я Аэродромная ул.
- Черноморская, ул.
- Чернышевского, ул.
- Черняховского, ул.ныне Тайманова ул.с 1981 г.
- Чехова, ул.с 1956 г.
- Чигорина, ул .с 1958 г.быв. Больничная ул.
- Чикалёва, ул. с 1958 г.
- Чиликская, ул.
- Чимбулакская, ул.(ПОРТ АРТУР) быв. Вишнёвая ул.-Пешеходная
- Чимбулатова, ул с 1958 г.
- Чимкентская, ул.
- Чингизтау, ул. с 2003 г. (АЙГЕРИМ 2)
- Чирчикская, ул.
- Читинская, ул.
- Чкалова, ул.с 1956 г.ныне Ахмедьярова ул .
- Чойболсана, ул.(АДК)
- Чорманова, ул.
- Чувашская, ул .с 1957 г.
- Чуйская, ул. ныне Ак Булакская ул.
- Чукотская, улица с 1957 г.
- Чуланова, ул. (АК БУЛАК)
- Чурина, ул. с 1984 г.быв. 2-я Петрова ул.

## Ш
- Шаврова, ул.c 1956 u/
- Шагирова, ул. с 2003 г .(АК БУЛАК)быв 25 -ая Северная ул.
- Шадрина, ул с 1958 г.
- Улица Шагабутдинова – до 1956 г. Кардонная улица
- Шайкенова, ул.(ТАУ ГУЛЬ 3)
- Шаймерденова, ул.(ТАУ ГУЛЬ 3)
- Шакарима , ул. (ГАГАРИНО) ныне Алмажайская ул. с 2018 г.
- Шакарима , ул. (КАЙРАТ) ныне Сулуталова ул. с 2018 г.
- Шалова ул. с 2003 г.
- Шалкара ул.с 2005 г.(АЙГЕРИМ 2)
- Шалкоде (ОЖЕТ)
- Улица Шаляпина с 1969 г.
- Шамиевой, ул.с 1981 г. быв. Барханная ул.
- Шангытбаева, ул.(АК БУЛАК)
- Шанина, ул. с 2006 г.
- Шардара, ул с 2006 г.(ШАНЫРАК 1)
- Шарденова, ул. (АЛТЫН АЛАШ)
- Шарипова, ул. с 1977 г.быв .Проходная ул.
- Шарифханова, ул.(АКБУЛАК)
- Шаумяна, ул.
- Шахтёрская, ул. с 1957 г.
- Шахтинская, ул. (МАЛ. СТАНИЦА)с 1962 г. быв. Ватутина ул.
- Шацкого, ул.с 1958 г.
- Шверника, улица с 1941 г. быв. Шевченко ул.ныне Танышбаева ул.с 1991 г.
- Шевченко, улица быв .Лагерная ул.
- Шевцовой, ул.
- Шегабутдинова, ул. быв. Кардонная ул.
- Улица Шемякина с 1974 г.быв. Центральная ул.или Виницкая ул.
- Улица Шекспира с 1966 г.
- Шелгунова, ул.с 1966 г.
- Шелихова, ул.с 1958 г.быв .3-я Ключевая ул.
- Шереметьева, ул .с 1957 г.
- Шиели, ул.с 2006 г.(ШАНЫРАК 1)
- Шиликти, ул. (ШАНЫРАК 1)
- Шилова, ул .с 1956 г.
- Шалом Алейхема, ул.
- Широкая, ул.
- Широкая Щель, ул.ныне Сарсенбаева, с 1997 г.быв. Барнаульская ул.
- Шишкина, ул. с 1957 г.
- Шишкова, ул. с 1958 г.
- Школьник мкр. ныне (ЖАЗИРА) с 2018 г.
- Школьник -2 мкр. ныне(АЛМАЗ) с 2018 г.
- Школьная , ул. (ДРУЖБА) ныне Кажигалиева ул.с 2018 г.
- Школьная , ул. (1-го МАЯ) с 2018 г.Дулыгова ул.
- Школьная , ул. (ЮБИЛЕЙНЫЙ) ныне Тайманова ул. с 2018 г.
- Шмелёва, ул. с 1974 г.
- Шмидта, ул. с 1958 г.
- Шоланова, ул. с 2003 г.
- Шолохова, ул. с 1941 г.быв. Центральная ул.
- Шопена, ул .с 1957 г.
- Шорманова, ул.(АК БУЛАК)
- Штрауса, ул. с 1957 г.
- Шубая, ул.с 2003 г.(ТАУ ГУЛЬ 3)
- Шуберта, ул.
- Шестаковича, ул.
- Шугла мкр. ныне (ТОРТ КУЛ) с 2018 г.

( Шугла мкр. ныне (ДИДАР) с 2018 г.
- Шугла, ул.с 2005 г.(АЙГЕРИМ 2)
- Шукшина, ул. с 1981 г.(ГОРНЫЙ ГИГАНТ) быв .Чайковского ул.
- Шуланова, ул.
- Шумный пер.
- Шунгитбаева, ул.с 2003 г. быв. 11 -ая линия
- Шухова, ул. с 1978 г.быв. Крестьянская ул.
- Шушенская, ул. с 1955 г.
- Шынгыс Тау, ул.(АЙГЕРИМ 2)

### Щ
- Щедрость (ДАЧИ)
- Щелкова, ул.
- Щёлковская, ул. с 1958 г.
- Щепеткова, ул с 1959 г.быв .Подхозная ул.
- Щепкина, ул .с 1957 г.
- Щербакова, ул.
- Щорса, ул.
- Щорса , ул. (1-го МАЯ) с 2018 г. Тургайская ул.
- Щусева, ул. с 1957 г.
- Щучинская, ул. (ШИРОКАЯ ЩЕЛЬ)с 1962 г.быв .Барнаульский пер.
- Шибынсай С\Ост (БУТАКОВКА)

## Ы
- Ынтымак, ул.с 2005 г.(АЙГЕРИМ 2) перевод-солидарности ул.
- Ынтымак, ул. (ШУГЛА) ныне Жакебаева ул. с 2017 г.
- Ырысты, ул. с 1967 г. до 2008 г.(ЦЫГАНСКИЙ ПОС.), быв .Ворошилова ул.перевод-юбилейная ул.
- Ыргайлы, ул .с 2008 г.(ШУАКТЫ) перевод- жимолость ул.

## Э
- Эдельвейс (ДАЧИ)
- Эйлера, ул.с 1957 г.
- Эйхе, ул. с 1966 г.
- Экибастузская, ул .С 1962 г.
- Экспериментальная, ул.
- Элеваторская, ул.(ЭЛЕВАТОРНЫЙ)
- Энгельса, ул.с 1956 г.
- Энергетик мкр.
- Энергетическая, ул.
- Энергия (ДАЧИ)
- Энергостроителей (ДАЧИ)
- Энтузиастов, ул. с 1957 г.
- Энцикопедист (ДАЧИ)
- Эстонская, ул с 1957 г.

## Ю
- Юбилейная, ул. с 1959 г.
- Юбилейный мкр. быв. пос. Сталино.
- Юбилейная , ул. (Тау Гуль) ныне Той Бастарская ул.с 2018 г.
- Юбилейная , ул. ныне Ырысты ул.
- Юбилейная , ул. (1-го МАЯ) с 2018 г. Коныртюбекская ул.
- Южный мкр.
- Южный , пер. (БУТАКОВКА) ныне Замартасова ул. с 2018 г.
- Южная, ул. ныне  Айголёка ул .с 2018 г.
- Юмашева, ул .
- Юннатов, ул.с 1958 г.
- Юных коммунаров, улица с 1923 г быв Гостинодворская ул.
- Юнных пионеров, ул.

## Я
- Яблоневая, ул.(Солнечный)
- Яблочкова, ул.
- Яблочная, ул.с 1995 г. Жамакаева ул.быв. Мичурина ул.
- Яблочный , пер. (ЮБИЛЕЙНЫЙ) ныне Билизикская ул. с 2018 г.
- Якира, ул. с 1966 г.
- Якубова, ул. с 1978 г.бывшая Электростроительная, ул.
- Янтарная, ул. с 1969 г.
- Японская, ул.с 1945 г.бывшая Японская дорога.
- Ярмухамедова, ул. с 1958 г.
- Ярославская, ул.
- Яссауи Ахмеда кажы, улица (ДРУЖБА) бывшая Центральная ул.
- Ясная поляна, ул. с 1961 г.